# Пельплін
Пельплін ( niem. Пельплін, kaszub. Pôłplëno ) — місто в Поморському воєводстві Тчевського повіту, осідок місько-сільської ґміни Пельплін і Пельплінського єпархії.
У 1975-1998 роках місто адміністративно належало до провінції. Гданськ . Пельплін — це місцева транспортна розв'язка, де перетинаються провінційні дороги № 229 і № 230, розв'язка Пельплін автостради А1 і провінційна дорога № 229 розташована поблизу міста. Через місто проходить магістральна залізнична лінія Хожув Баторій – Тчев . За даними на 1 січня 2018 року Пельплін мав 8065 жителів.

## Розташування
Місто розташоване в південній частині Поморського воєводства, в Тчевському повіті, на річці Вєжиця . Географічно ґміна та Пельплін розташовані в межах двох фізико-географічних мезорегіонів — Старогардського поозер’я (центральна та західна частина) та Квідзинської долини (східна частина), що є частиною макрорегіону Нижня Віслинська долина. Етнографічно воно належить до регіону під назвою Kociewie, розташованого в Гданській Померанії.
Географічне положення, а також структура природного середовища (результат балтійського зледеніння та природних процесів після відступу льодовикового покриву) визначають більшість природних умов – це комуна з провідною сільськогосподарською функцією. Найбільшим пагорбом є гора Івана Павла ІІ (колишня Гора Біскупія), висота якої 92,3 м над рівнем моря. Пельплін розташований приблизно за 55 км на південь від Гданська, 12 км від Старогарда Гданського, 20 км від Тчева, 32 км від Мальборка, 39 км від Квідзина, 62 км від Грудзёндзя, 70 км від Ельблонга, 78 км від Гдині.

## Міський план

Кам'яниця Теофіла Сікорського (колишній готель Sikorski) та Резиденція Рабала

У Пельпліні багато пам'яток архітектури в готичному стилі, через бароко до класицизму  . Міський розвиток Пельпліна був пов’язаний з об’єднанням цистерціанської церкви з промислово-комерційною зоною біля залізничної станції. Території між цими об’єктами почали об’єднувати з вулицями, уздовж яких будували громадські об’єкти, включаючи готелі, магазини, банки, готелі та офіси  . Сучасне містобудівне та ландшафтне планування Пельпліна являє собою просторовий комплекс великоміських багатоквартирних будинків комерційних рівнів, розташованих у центрі міста. Це розташування занесено до реєстру пам'яток .

Історична кам'яниця на Грюнвальдській площі

## Історія

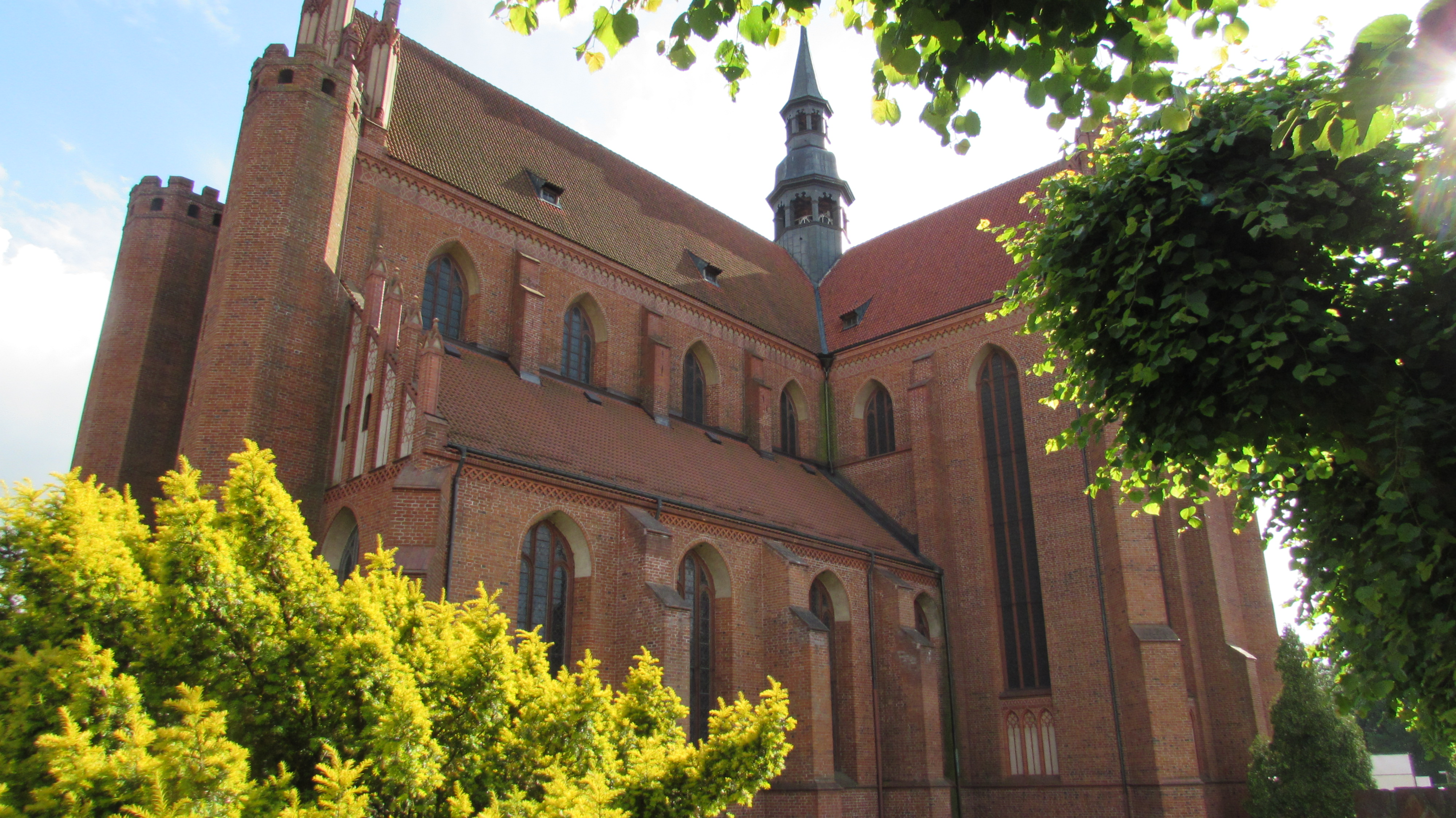
Катедральна базиліка в Пельпліні є другим за величиною храмом у Польщі.

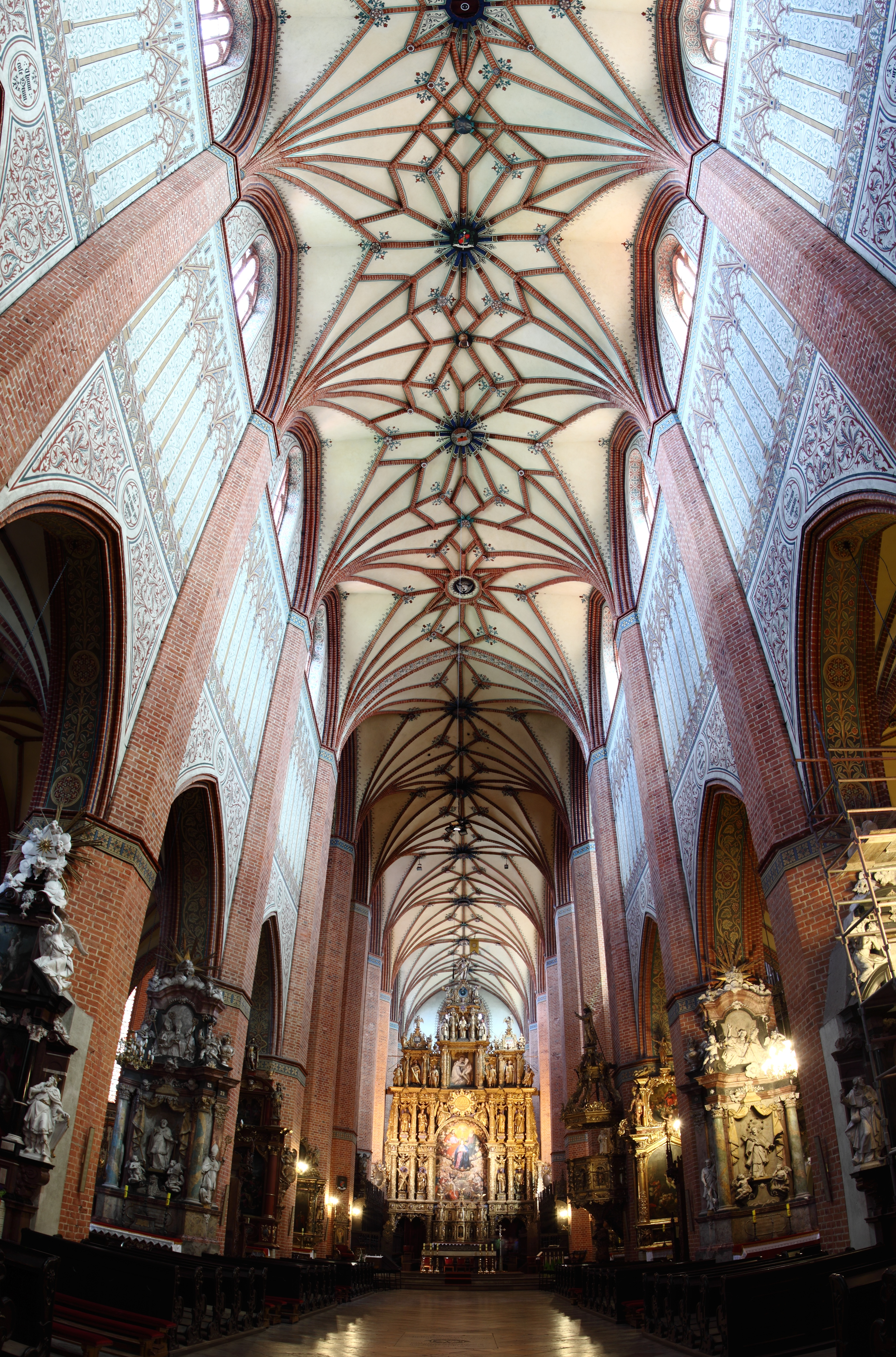
Головний вівтар кафедральної базиліки - найвищий у Польщі і другий у світі.

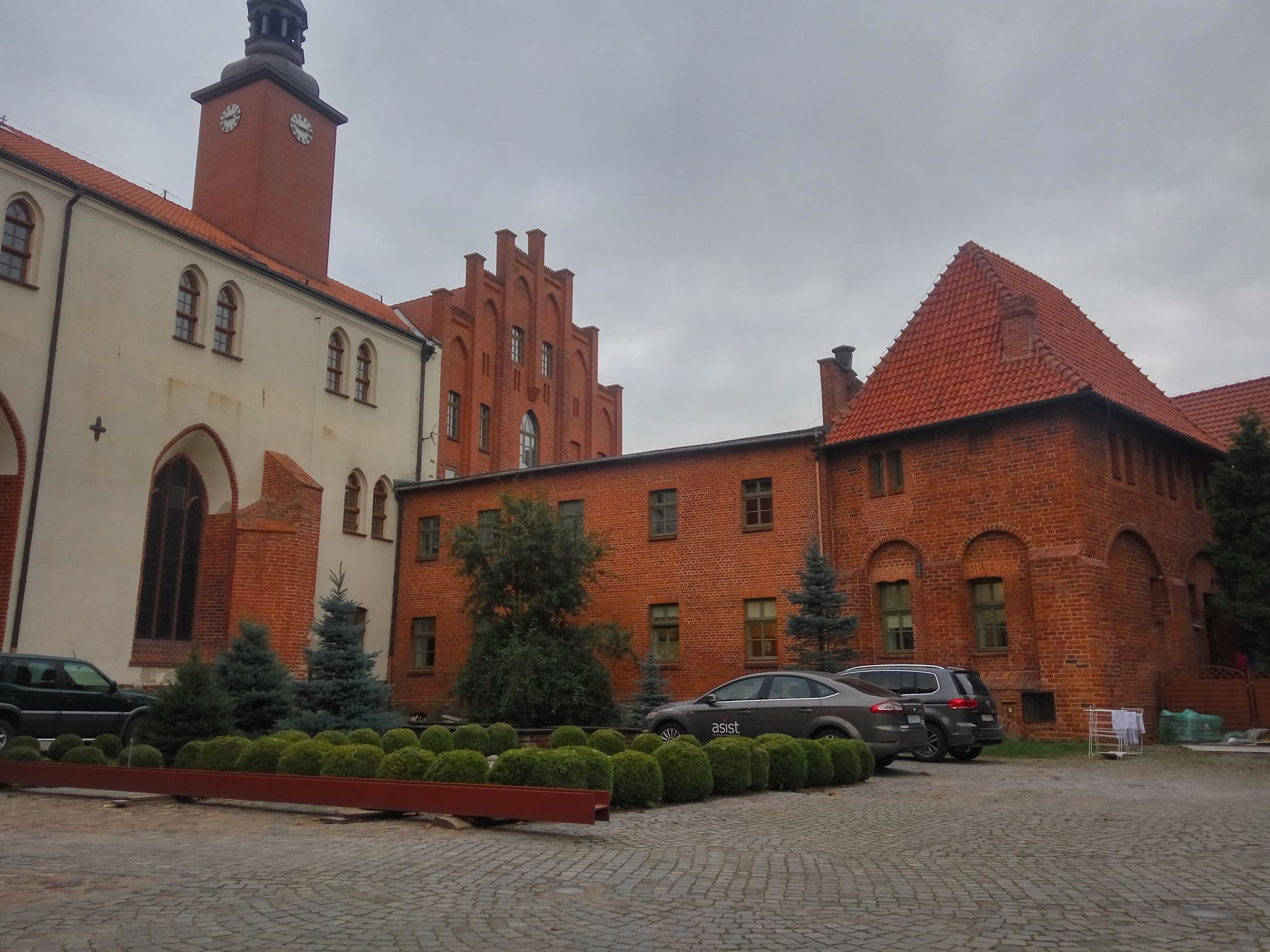
Будівлі колишнього абатства

### Середньовіччя
Точно невідомо, коли був заснований Пельплін, перша згадка в літописах — 1274 рік. Тоді поморський князь Мщуй II передав село Пельплін цистерціанцям  . Цистерціанці почали селитися в Пельпліні, побудували там монастир і проводили там свою релігійну діяльність. У 1433 році Пельплін став жертвою вторгнення чеських сиріт під проводом Яна Чапека з Сану, які знищили село, яке в наступні роки було відбудовано.

### Сучасність

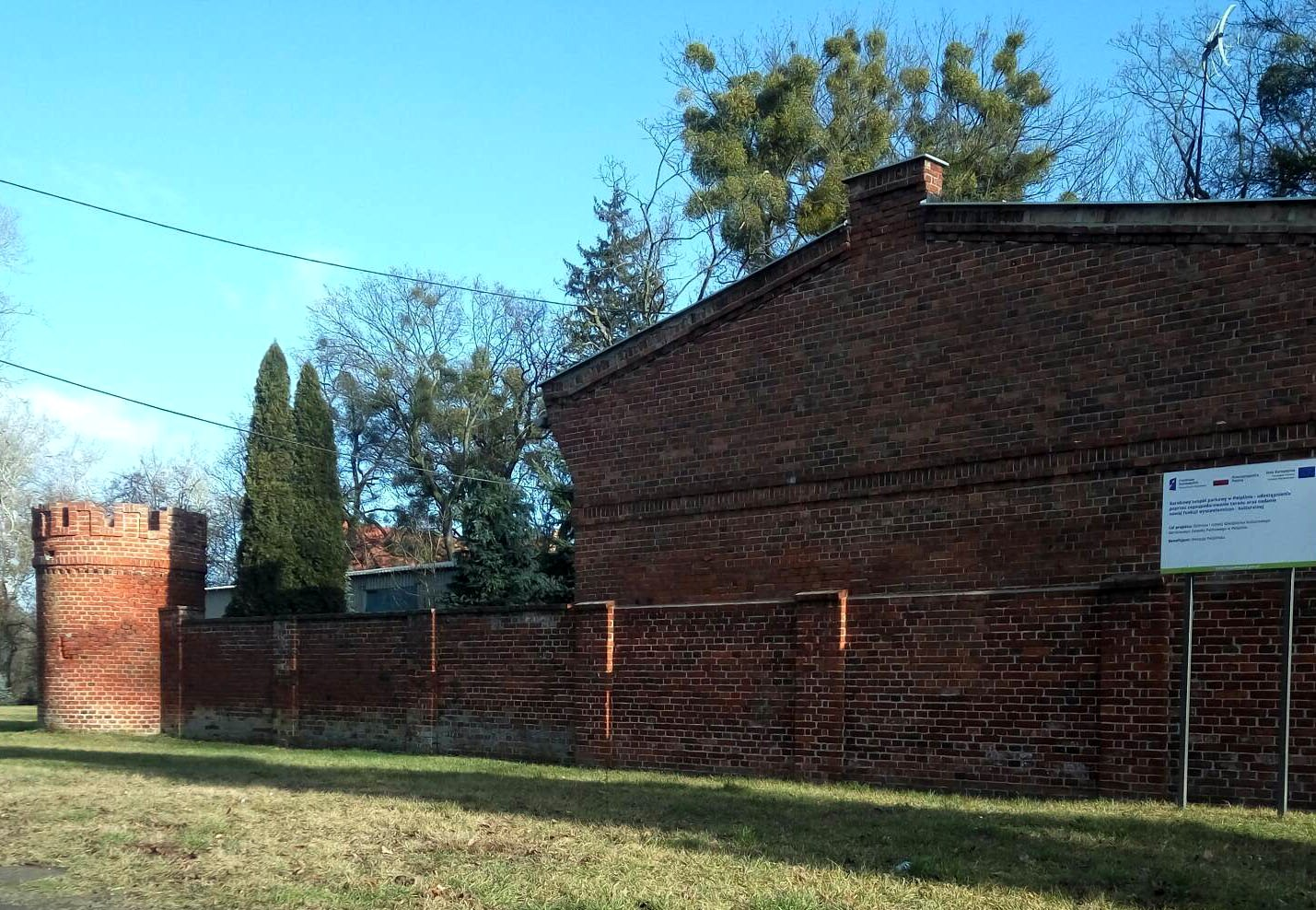
Башточки стін єпископського саду

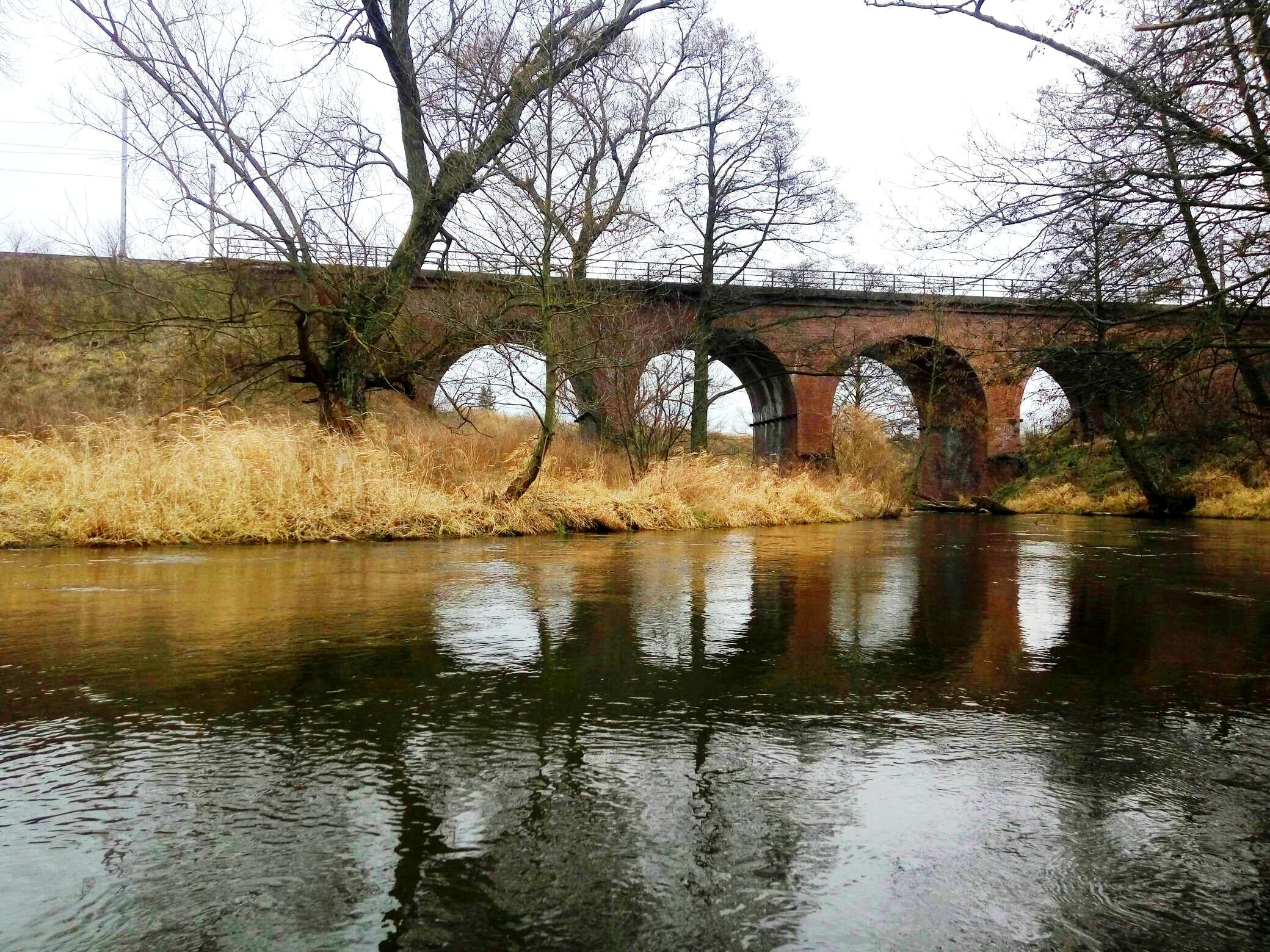
Залізничний міст через Вєжицю

Пельплін відвідували багато відомих правителів, зокрема: Сигізмунд III Ваза у 1623 році, король Швеції Густав Адольф у 1626 році, Владислав IV Ваза у 1623 та 1635 роках, Ян III Собеський у 1668 та 1677 роках та вдова короля Михайла Корибута Вишневецького, королева Елеонора . У 1659 році під час Всесвітнього потопу шведи зруйнували місто.
Після другого поділу Пельпліна в 1793 році він переходить під владу Пруссії, тоді були введені обмеження на діяльність монастиря. Незважаючи на це, у 1821 році Пельплін стає столицею Хелмнської єпархії , а в 1836 році було засновано Маріанську колегію.
У 1852 році була відкрита залізнична лінія Бидгощ — Гданськ, що пролягала через Пельплін. Урочисте відкриття залізного шляху за участю прусського короля Фрідріха Вільгельма IV відбулося 5 серпня 1852 року. Єпископ Анастазій Седлаг, який супроводжував короля аж до Пельпліна, напередодні поїхав до Бидгоща, щоб привітати монарха. На мосту через Вержицю (навпроти сучасної вулиці Костюшка) зупинився спеціальний потяг із королівським двором. Тут король Фрідріх залишив потяг зі своєю свитою і помилувався новим мостом  . У 1869 році видавалася газета « Pielgrzym », а в 1878 році був відкритий цукровий завод .

### З 1918 по 1939 рр
У 1920 році Пельплін, після майже 148 років прусського поділу, повернувся до Польщі. Війська Поморського фронту увійшли в місто і приєднали його до Польщі. Генерал Юзеф Галлер приїхав до Пельпліна, і його зустріли жителі на залізничній станції в Пельпліні  . У 1931 році місту надано міські права, а в 1937 році герб у вигляді архієрейської митри.

### Друга світова війна
Початок Другої світової війни відкрив найтрагічнішу сторінку в історії Пельпліна. Семінарія стала в'язниця, де під тортурами проводилися допити в'язнів. У решті будівель семінарії німці створили поліцейську школу, яку пізніше класифікували як філію концтабору в Штутгофі . Вони осквернили саму базиліку. «Тут було просування офіцерів, назад до вівтаря, з нацистськими прапорами на органі. 20 жовтня 1939 року після процесії, що проходила містом, було вбито присутніх на місці професорів Пельпліну, каноніків і працівників курії. Кілька світських жителів Пельпліна також були вбиті. Під час бомбардування міста одна з бомб впала всередину собору, за пресвітерієм, але не вибухнула .

### Новий час
У 1990 році було обрано першу самоврядну раду міста та ґміни . У 1992 році місто стало столицею нової Пельплінської єпархії, а першим єпископом став священик проф. доктор хаб. Ян Бернард Шлага . У 1993 році було створено видавництво Bernardinium, у 1994 році Radio Głos, а у 1989 році відновлено діяльність «Pielgrzyma».
Найважливішою подією цього періоду стало перебування Івана Павла ІІ 6 червня 1999 року. Це єдине в історії паломництво Папи до Коцевської землі. Під час візиту до Пельпліна Святіший Отець відслужив Святу Месу на горі неподалік від міста, в якій взяли участь понад 300 тис. осіб. вірний. Папа Римський зупинився на трапезу в резиденції єпископа Пельпліна Яна Бернарда Шлаги та помолився в кафедральній базиліці. У зв’язку з візитом Святішого Отця у 1998 році місто зазнало ґрунтовної модернізації , а у 2010 році була відкрита кільцева дорога .

## Назва міста
У середньовічних текстах зустрічаються імена: Poplin (1274), Polplyn (1298), Poplin (1301), Polpelin (1306), а пізніше Paplin або Peplin (1583). Ця назва раніше походила від іменника « пло », що означає острів в озері. Сьогодні переважає думка, що воно по батькові і походить від прізвища Pepła.

## Календар історії міста

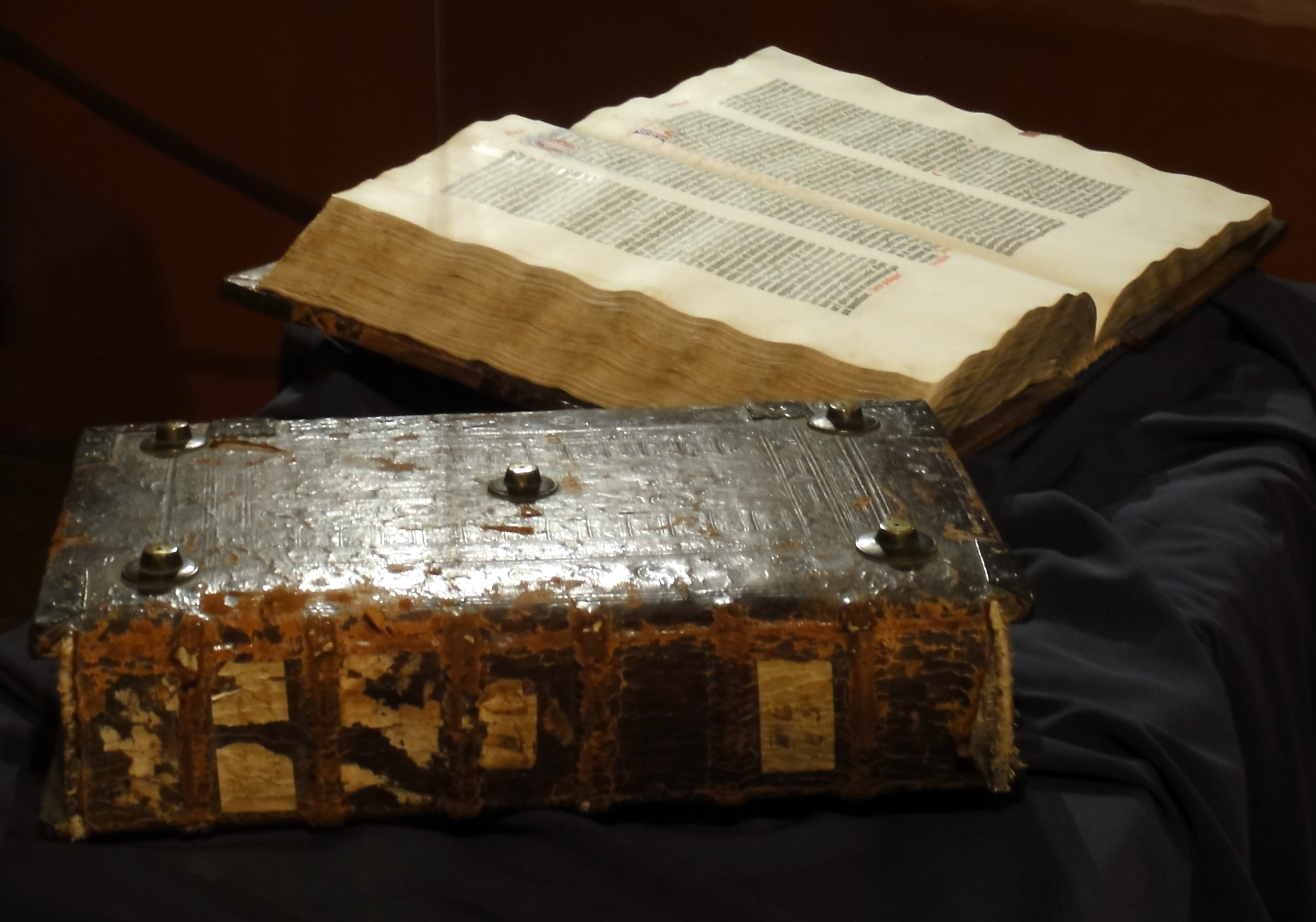
Біблія Гутенберга XV століття з колекції Єпархіального музею в Пельпліні

- 1258 - Приведення цистерціанців з Доберану до Поґудків
- 1274 р. - поморський князь Мщуй II подарував село Пельплін цистерціанцям.
- 1276 р. - цистерціанський монастир на чолі з абатом Вернером переїздить з Поґудків до Пельпліна
- 1281 - цистерціанське село Лігнови було передано тевтонським лицарям
- 1433 р. – Пельплінський монастир став жертвою вторгнення чеських сиріт під проводом Яна Чапека із Сану.

- 1623 р. - перебування польського короля Сигізмунда III Вази у князя Владислава.
- 1626 - шведський король Густав Адольф захопився картиною Германа Хана в церкві абатства
- 1635 - Король Польщі Владислав IV Ваза відвідує Пельплін з нагоди підписання перемир'я в Штумській Весі
- 1659 - шведи під час " потопу " викрадають цистерціанські товари та знищують їх
- 1668 р. - перебування Великого коронного гетьмана та Яна ІІІ Собеського в Пельплінському монастирі.
- 1675 р. – монастир відвідала цариця Елеонора, вдова польського короля Міхала Вишневецького.
- 1677 р. – Ян III Собеський з родиною відвідав Цистерціанське абатство
- 1772 – після першого поділу Польщі Пельплін разом із більшою частиною Гданського Помор’я відходить до прусського поділу.
- 1776 р. - закон обмежує прийом послушників до монастиря лише за згодою прусської влади.
- 1807 - в монастирі, по дорозі до Гданська, відділ ген. Меннард
- 1810 р. - заборона приймати кандидатів до цистерціанського монастиря в Пельпліні
- 1821 – Папа Пій VII змінює територію Хелмнської єпархії, її столицею стає Пельплін, а постцистерціанська церква стає кафедральним собором
- 1823 р. – резиденцію єпископів Хелмна офіційно перенесено до Пельпліна
- 1823 - після 548 років існування цистерціанське абатство в Пельпліні скасовано ( розпуск )
- 1824 р. – єпископ Хелмна приймає постцистерціанський костел
- 1829 р. - семінарію перенесено з Хелмно до Пельпліна
- 1836 р. – засновано кафедральну школу – знаменитий «Колегіум Маріанум»
- 1852 рік - введено в експлуатацію залізничну колію. Візит прусського короля Фрідріха Вільгельма IV
- 1859 — помер Вільгельм Мєчніковський, останній із цистерціанців Пельпліна.
- 1869 – вийшов друком « Pielgrzym », відновлений після війни в 1989 році.
- 1878 р. – запущено цукровий завод у Пельпліні [14]
- 1920 р. — Пельлін повертається до Польщі. Візит генерала Юзефа Галлера до Пельпліна
- 1931 р. – надання прав міста, а в 1937 р . герб у вигляді архієрейської митри.
- 1939 -1945 рр. - німецька окупація
- 1939 – Кривава осінь у Пельпліні
- 1992 - Пельплін став столицею Пельплінської єпархії, а першим єпископом став священик проф. доктор хаб. Ян Бернард Шлага
- 1993 р. – заснування видавництва «Бернардинум».
- 1994 – засновано Радіо Głos
- 1998 рік – капітальна модернізація вулиць міста (в т.ч. вул. Міцкевича, вул. Самбор) з нагоди візиту Святішого Отця – Івана Павла ІІ
- 1999 – Іван Павло ІІ прибув з апостольським паломництвом
- 2010 рік - відкриття міського обходу
- 2011-2014 рр. – Президент Республіки Польща Броніслав Коморовський двічі відвідує Пельплін. Під час свого другого візиту в 2014 році він урочисто вніс комплекс постцистерціанського собору в Пельпліні до списку історичних пам’яток [15] .
- 2018 – Президент Республіки Польща Анджей Дуда та Прем’єр-міністр Матеуш Моравецький відвідали Пельплін [16] .

## Хронологічний список приналежності Пельпліна
- ????–1227: Королівство Польське
- 1227–1294: Герцогства Поморського
- 1294–1308: Королівство Польське
- 1308–1454: Тевтонського ордену
- 1454–1466: спірні землі під час Тринадцятилітньої війни
- 1466–1569: Королівство Польське
- 1569–1793: Річ Посполита
- 1793–1871:Королівство Пруссія
- 1871–1918: Німецької імперії
- 1918–1920 рр.: Веймарська республіка
- 1920–1939 рр.: Другої Республіки
- 1939–1945 рр.:Нацистська Німеччина (Гданськ-Західна Пруссія)
- 1945–тепер: Республіка Польща (1952–1989). Польська Народна Республіка )

## Навколишнє середовище

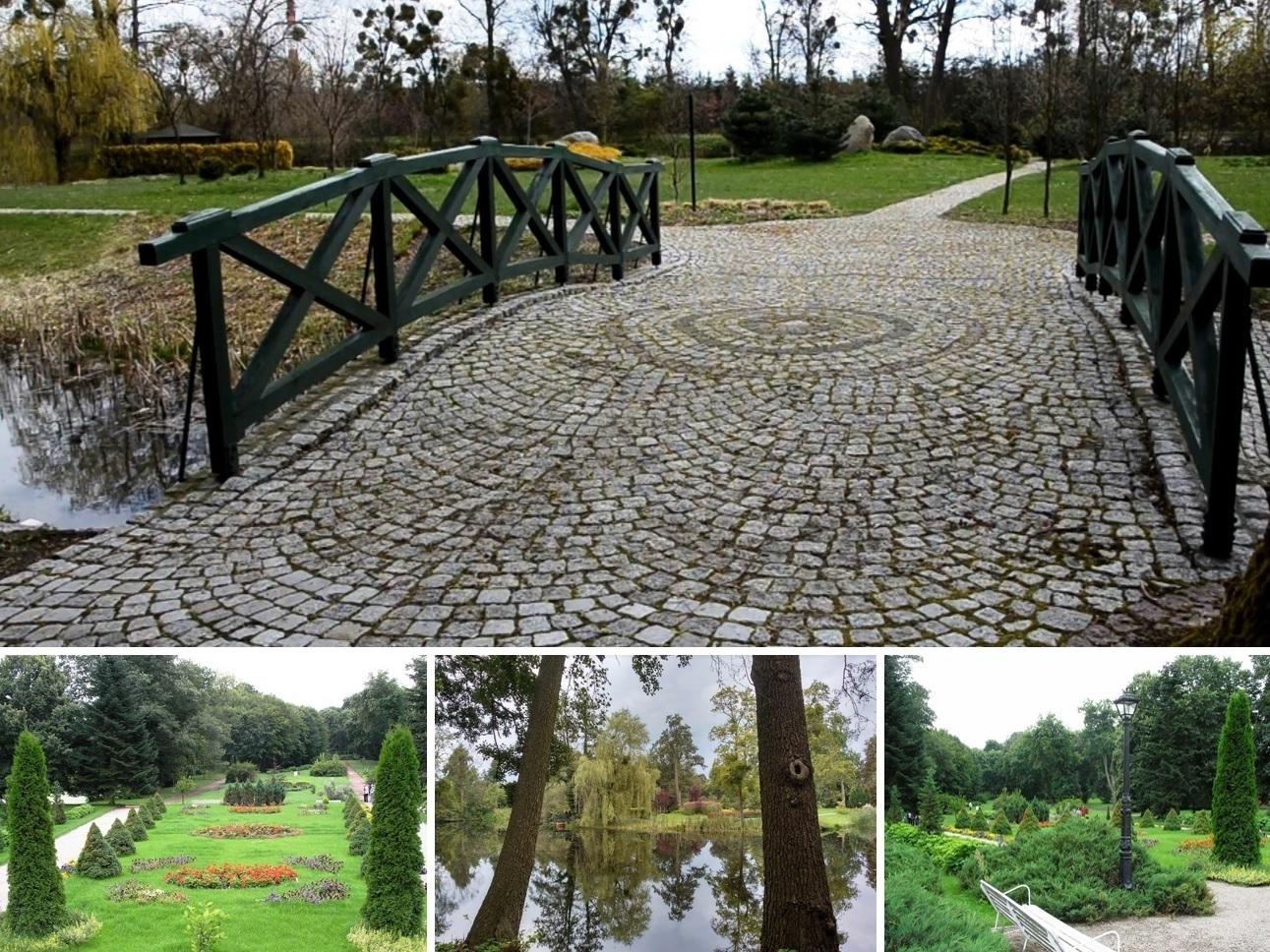
Єпископський сад

### Клімат
Середньорічна температура в місті 7,0 °C. У цьому районі середньорічна кількість опадів становить 547 мм. Найсухіший місяць - лютий (23 мм опадів). Найсильніша кількість опадів випадає в червні, в середньому 72 мм. Найжаркіший місяць року — липень із середньою температурою 16,8 °C, а найнижча середня температура року припадає на січень і становить близько -3,5 °C. Різниця між опадами між сухим і вологим місяцем становить 49 мм. Коливання температури протягом року становить 20,3 °C.

### Ліси
Ліси Пельпліна входять до складу Старогардської лісової інспекції, яка є одним із п’ятнадцяти лісництв Регіональної дирекції державних лісів у Гданську.
- Пельплін - лісова інспекція - ліс, розташований біля провінційної дороги № 229
- Ліс біля Гіларова - знаходиться біля воєводської дороги № 230
- т. зв Dębówka, південна частина міста (при дорозі на Орнасово), мішаний ліс.
- т. зв Lasek – Pólko, на вулиці Słowackiego

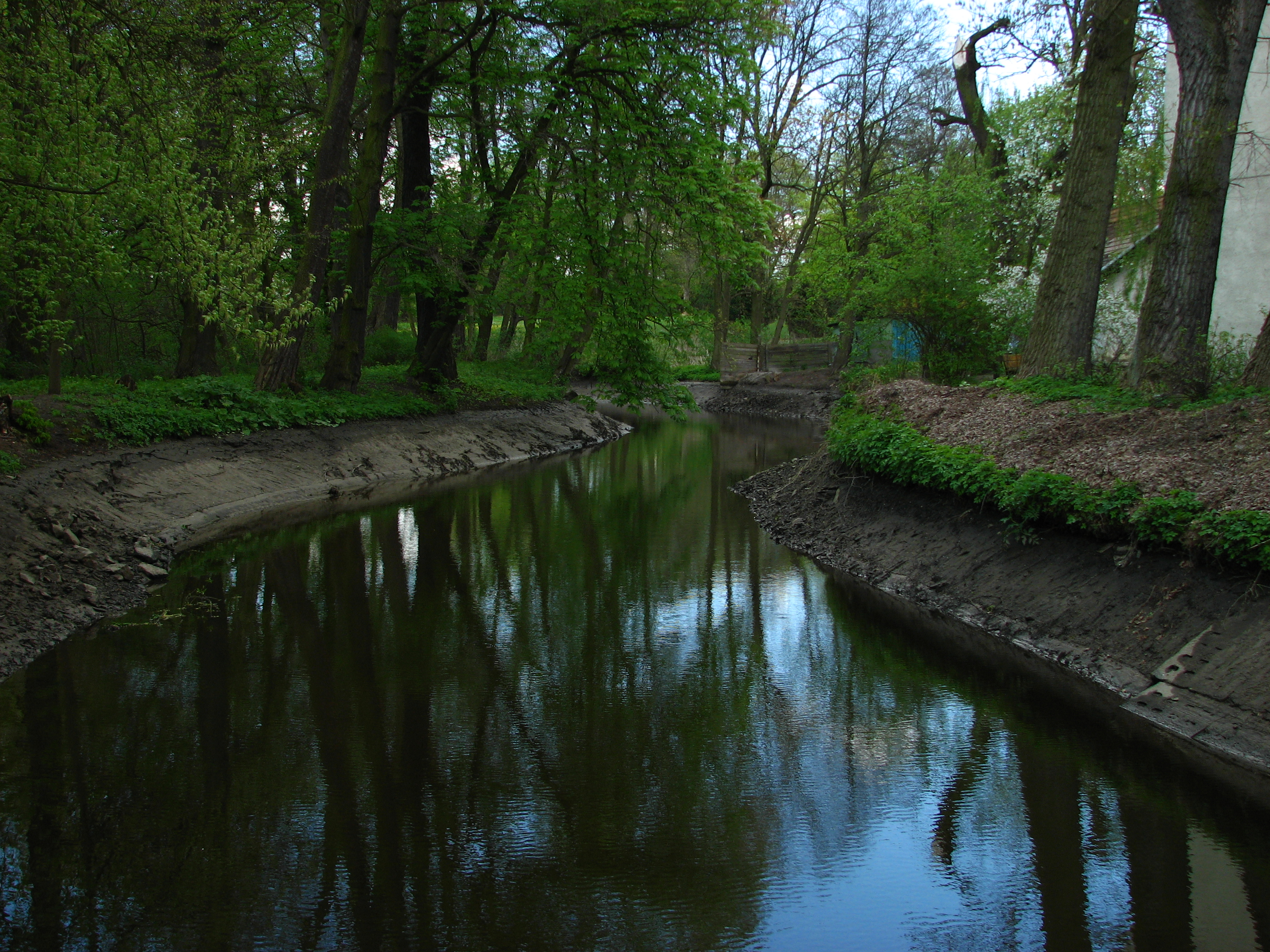
Річка Вєжица в Пельпліні

### Пам'ятки природи
У місті 4 пам'ятки природи .

### Парки та сквери
- Єпископський парк і сад
- Family Park за адресою вул. Коперник
- Сквер на Поштовій станції
- Пристань для каное, площа біля річки Вєжиця
- Площа на вулиці Костюшка (колишня Малпі Гай)Міська площа над Вержицею

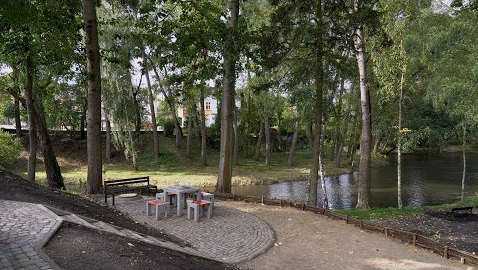
Міська площа над Вержицею

### Води (річки)
У Пельпліні є кілька водойм. Деякі з них мають досить високу природну та ландшафтну цінність. У єпископських садах є 
парковий ставок, мальовниче розташований, оточений річкою Вєжицею, яка розділяється в кількох місцях, утворюючи рукави, що простягаються над містом. Є також гребля, яка закриває воду, оточена зеленню. Поруч з містом протікає друга річка Венгермуца, яка є правою притокою Вержиці . У гміні Пельплін є т. зв Валіхнівська низовина, через яку протікає Вісла.

## Демографія
У місті Пельплін проживає 8065 жителів. Щільність населення в місті становить 1813 осіб/км2. В даний час жителі міста Пельплін становлять 48,5% усіх жителів ґміни.
Загалом чисельність жителів міста, незважаючи на коливання, залишається на постійному рівні. Економічна структура вікових груп у місті Пельплін є відносно сприятливою. За даними міської та ґмінної канцелярії Пельпліна, найбільшу кількість мешканців ґміни становлять люди працездатного віку – їх 5222 особи, що становить 64,7% від загальної кількості населення міста. Наступною за чисельністю є жителі працездатного віку (17 років і менше) – 1580 осіб, що становить 19,6% від загальної чисельності населення. Найменшу, але значну групу становлять жителі непрацездатного віку – 1263 особи, що становить 15,7% від загальної кількості населення міста.

## Економіка
Основні галузі економіки:
- Торгівля
- Сільське господарство
- Послуги

Найбільші підприємства:
- ТОВ «Бернардинум» z o. o
- "Colmec" Sp. z o. o
- М'ясний магазин "Rąbała"

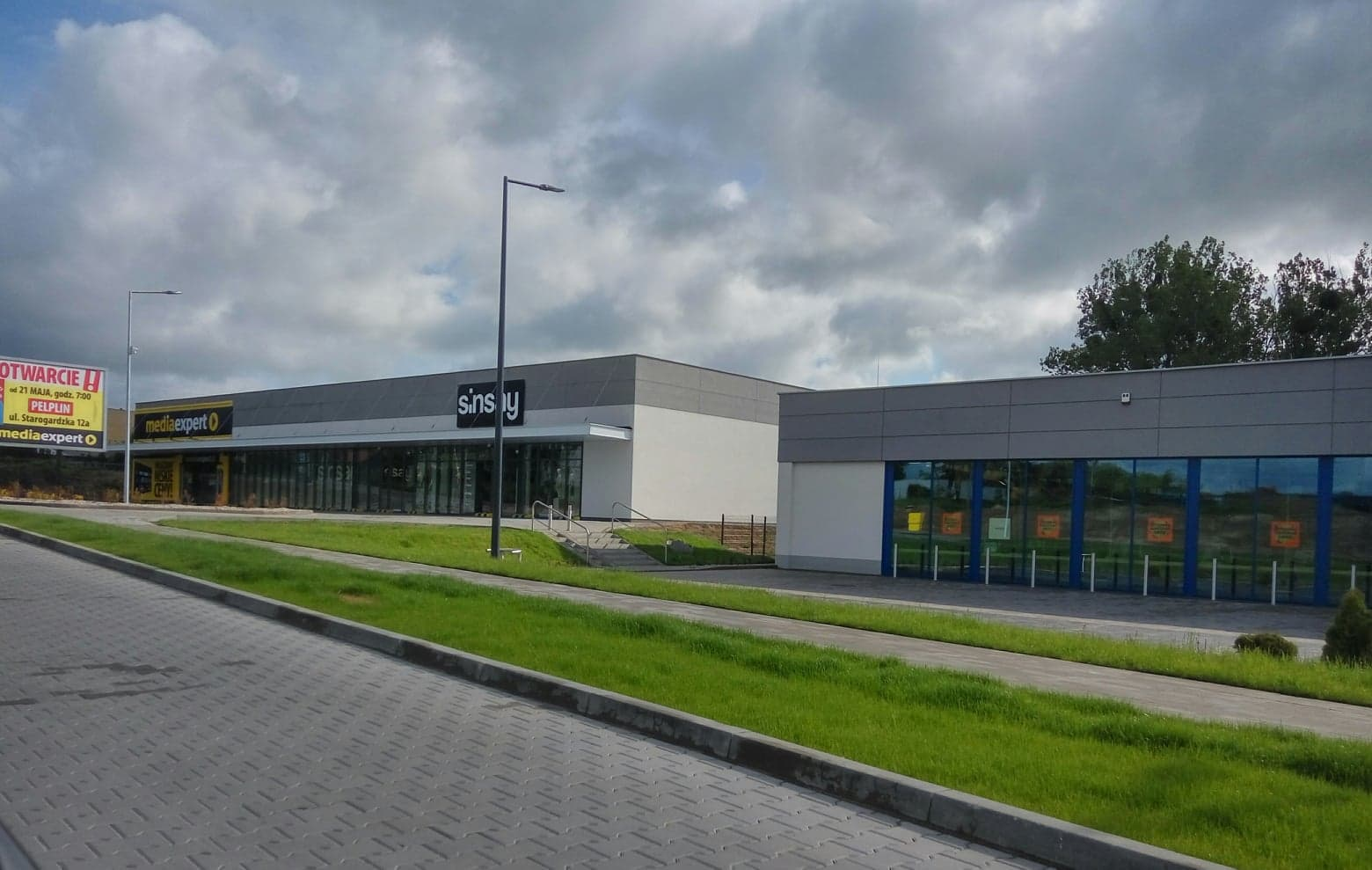
ТРЦ Рітейл Парк

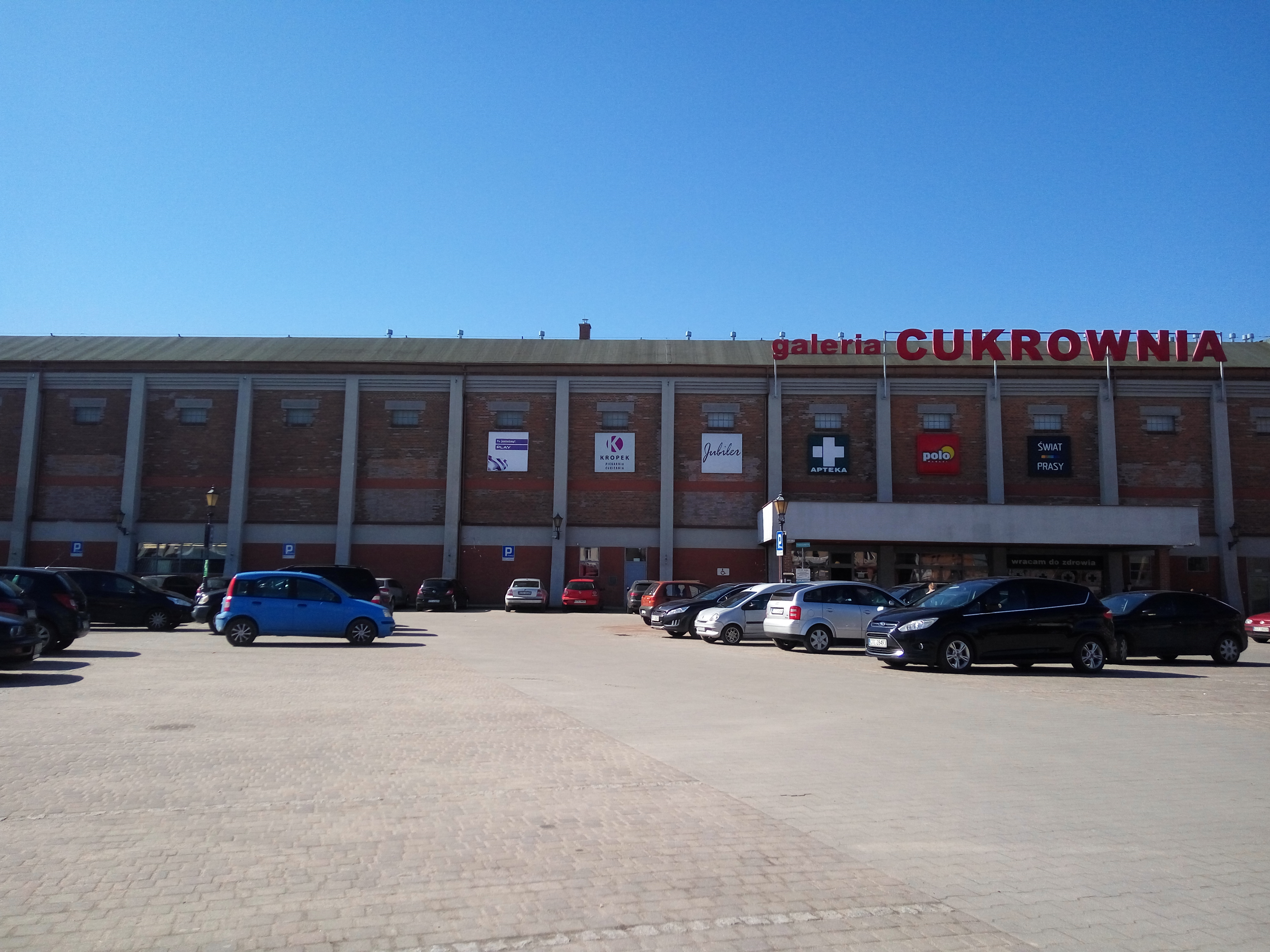
Галерея цукрового заводу

- Zakłady Mięsne "Michna" Sp. z o. o

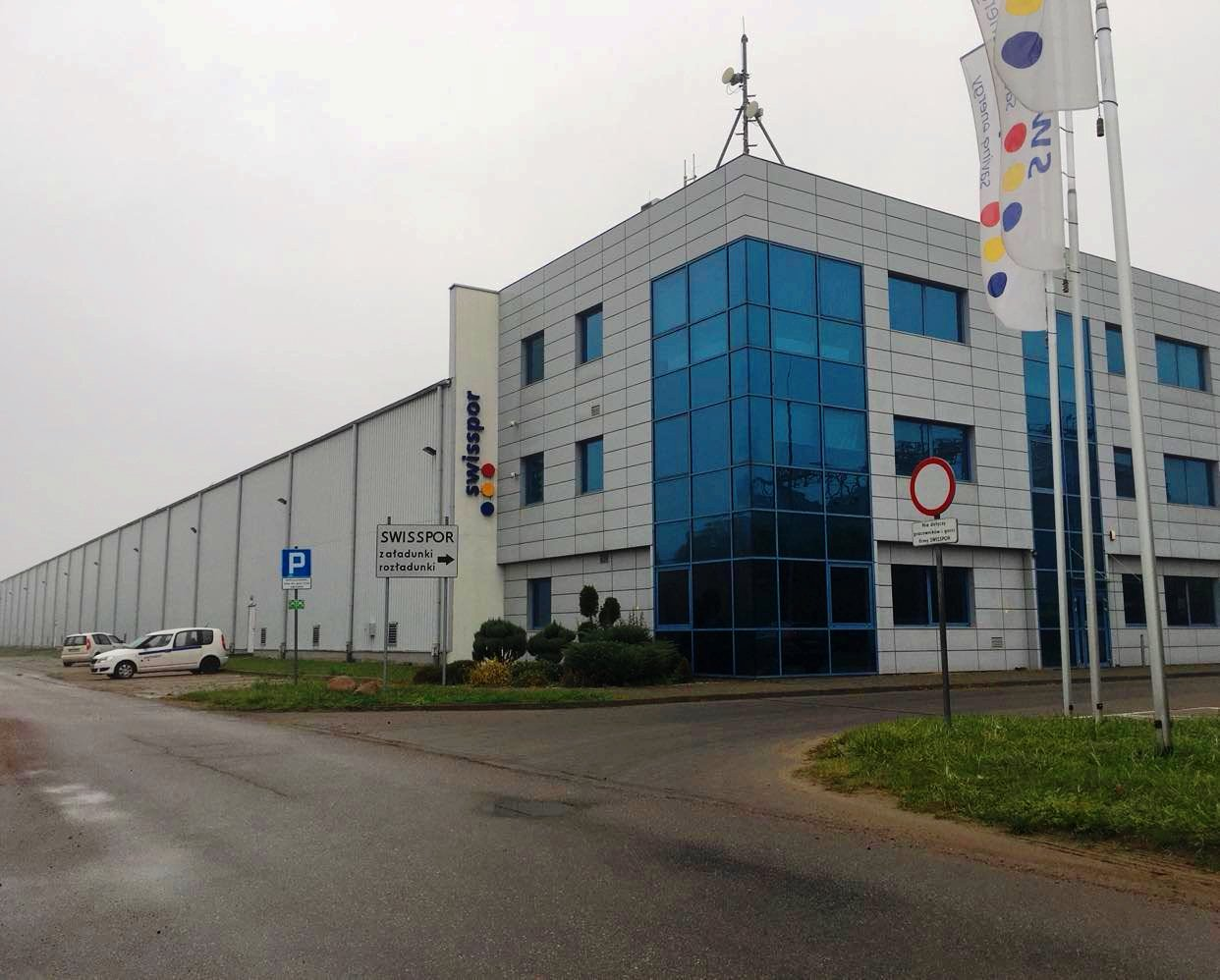
Swisspor Polska Sp. z o.o

- Swisspor Polska Sp. z o. o
- Pelkom Sp. z o. o
- Булочно-кондитерський цех Мелер

### Торгівля
У Пельпліні є кілька великоформатних роздрібних магазинів, таких як Biedronka, PoloMarket, Rossmann, Pepco, Lidl, Sinsay , MediaExpert, ТРЦ «Cukrownia», а також невеликі супермаркети. У місті діє муніципальний ринок. Болеслав Кнаст.

### Інвестиції
- У 2019 році на місці колишнього цукрового заводу розпочато будівництво сучасного житлового масиву та бази відпочинку з готелем [19] .
- У 2019 році розпочалася ревалорізація Ogrody Biskupie – історичного паркового комплексу, розташованого на місці колишнього цистерціанського абатства. Проект Пельплінської єпархії, який співфінансується Міністерством культури та національної спадщини з Європейського фонду регіонального розвитку, має на меті зробити Сади ще однією визначною пам'яткою міста [20] .
- У містечку Райкови (гм. Pelplin) з 2012 року планувалося будівництво вугільної ТЕС «Північ». Спортзал з інфраструктурою мав займати площу бл. 90-200 га і спалює 4,5 млн. тонн вугілля щорічно. Вартість інвестиції мала становити 12 мільярдів злотих, а зацікавленим інвестором була Elektrownia Północ, що належить міжнародній групі Kulczyk Investments SA. З формально-юридичних причин будівництво так і не було розпочато [21] внаслідок оскаржень рішення про дозвіл на будівництво та екологічних рішень, поданих мешканцями області та екологічними організаціями. Дозвіл на будівництво був скасований у лютому 2013 року Воєводським адміністративним судом, а після повторної видачі старостою Тчева 30 грудня 2015 року він був знову скасований Поморським воєводою [22].

## Туризм

### Пам'ятники

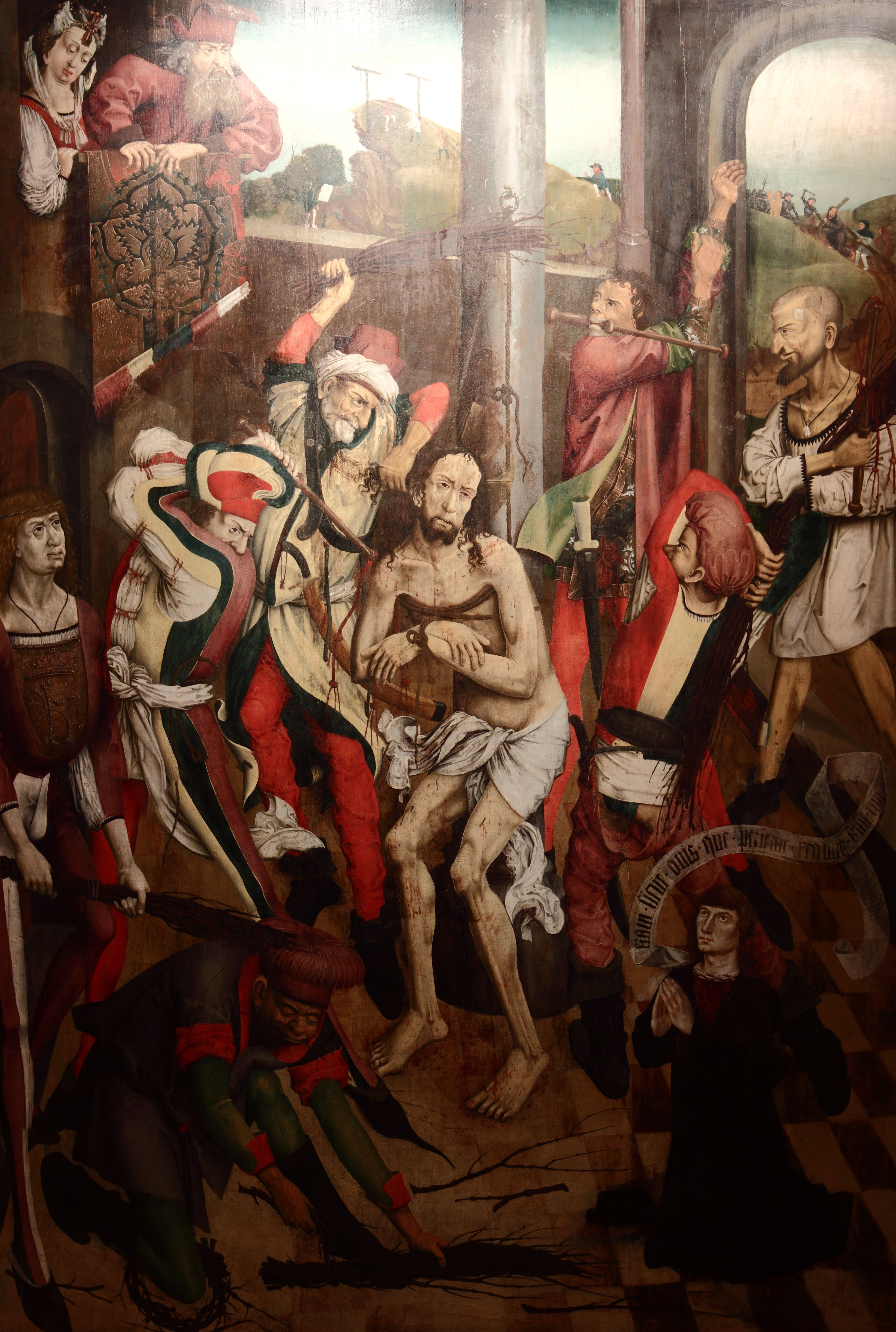
Єпархіальний музей у Пельпліні

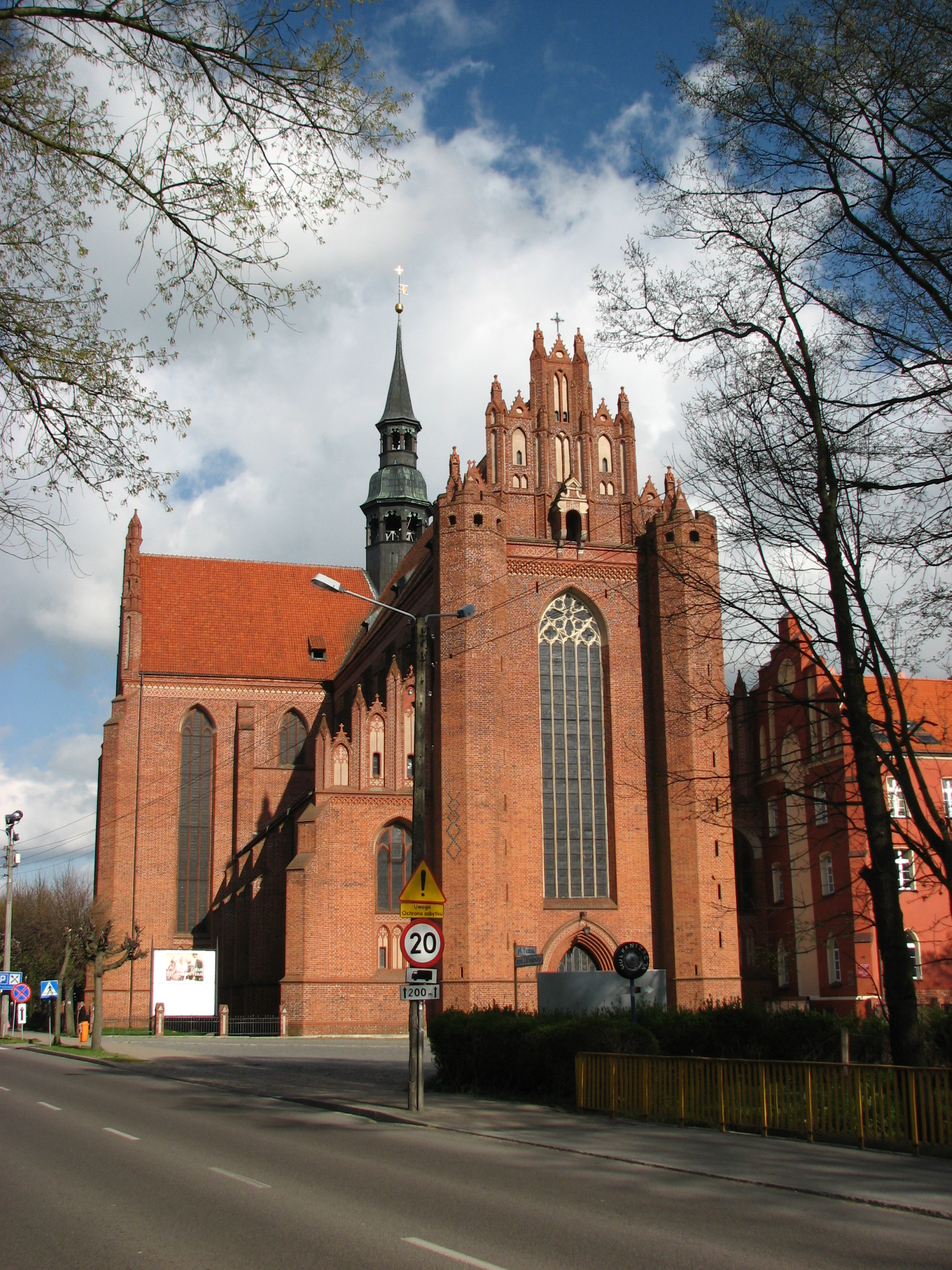
Катедральна базиліка Успіння Пресвятої Діви Марії

Пельплін, завдяки своїм пам'яткам, є одним із найвідоміших міст Поморського воєводства . Іноді його називають «Поморськими Афінами»  . Щороку місто відвідує багато туристів, і туристичний рейтинг поступово зростає. Найважливішим для туризму є пост-цистерціанський соборний комплекс, занесений до Списку історичних пам'яток , а також Біблія Гутенберга, занесена до Списку ЮНЕСКО  . У Пельпліні діє Єпархіальний туристично-інформаційний центр .
- Готичний постцистерціанський монастирський комплекс
  - церква кінця ХІІІ – середини ХІV ст., склепіння ХІV, ХV та 1557 р. ( Антон Шультес із Ґданська ), реконструйована та частково реконструйована у 1894–1899 роках, велика тринавна кафедральна базиліка Успіння Пресвятої Діви Марії з плануванням центральної нави, що імітує планування залів, із просто закритими пресвітерієм і трансептом ; багате внутрішнє оздоблення - готичні лавки середини XV ст., одні з найцінніших у Польщі, з багатим декором; великий маньєристський головний вівтар 1623–1624 рр. з картинами Германа Хана ( Коронування Марії, Wizja św. Бернарда ) і багатим скульптурним оздобленням; Маньєристичні вівтарі в проходах і на колонах центральної нави з картинами Германа Хана (відоме «Поклоніння пастухів »), А. Стеха, Б. Штробеля .
  - З півдня до костелу примикає будівля колишнього монастиря XIV ст., трикрила з подвір’ям і прилеглими клуатрами, в яких готичні картини XV ст., а також картини кінця XVII ст., написані А. Стех і художники з його майстерні.
- Церква Божого Тіла - готика близько 1417 р.; у другій половині XVII століття вона стала парафіяльною церквою сільського поселення, що розвивалося навколо монастиря.
- Історичний цвинтар XIX століття при церкві Божого Тіла в Пельпліні [27] .
- Єпархіальний музей - з багатою колекцією готичного мистецтва ( Біблія Гутенберга ) і табулатурою Пельпліна - однією з найцінніших і найбільших музичних пам'яток Європи 17 -го століття.
- Класицистичний єпископський палац приблизно 1837 року.
- Єпископські сади — бароковий парковий комплекс [28], клуатр.
- Семінарські сади.
- Кам'яниця з годинником (Колишня Пілігримська), що вирізняється багатим архітектурним рішенням фасаду, що відсилає до стилю модерн, занесена до Національного реєстру пам'яток.
- Історичні кам'яниці на вул. Міцкевича та Самбора.
- Особняки на вулиці Канонської.

Місто-ландшафтний план м. Пелплин
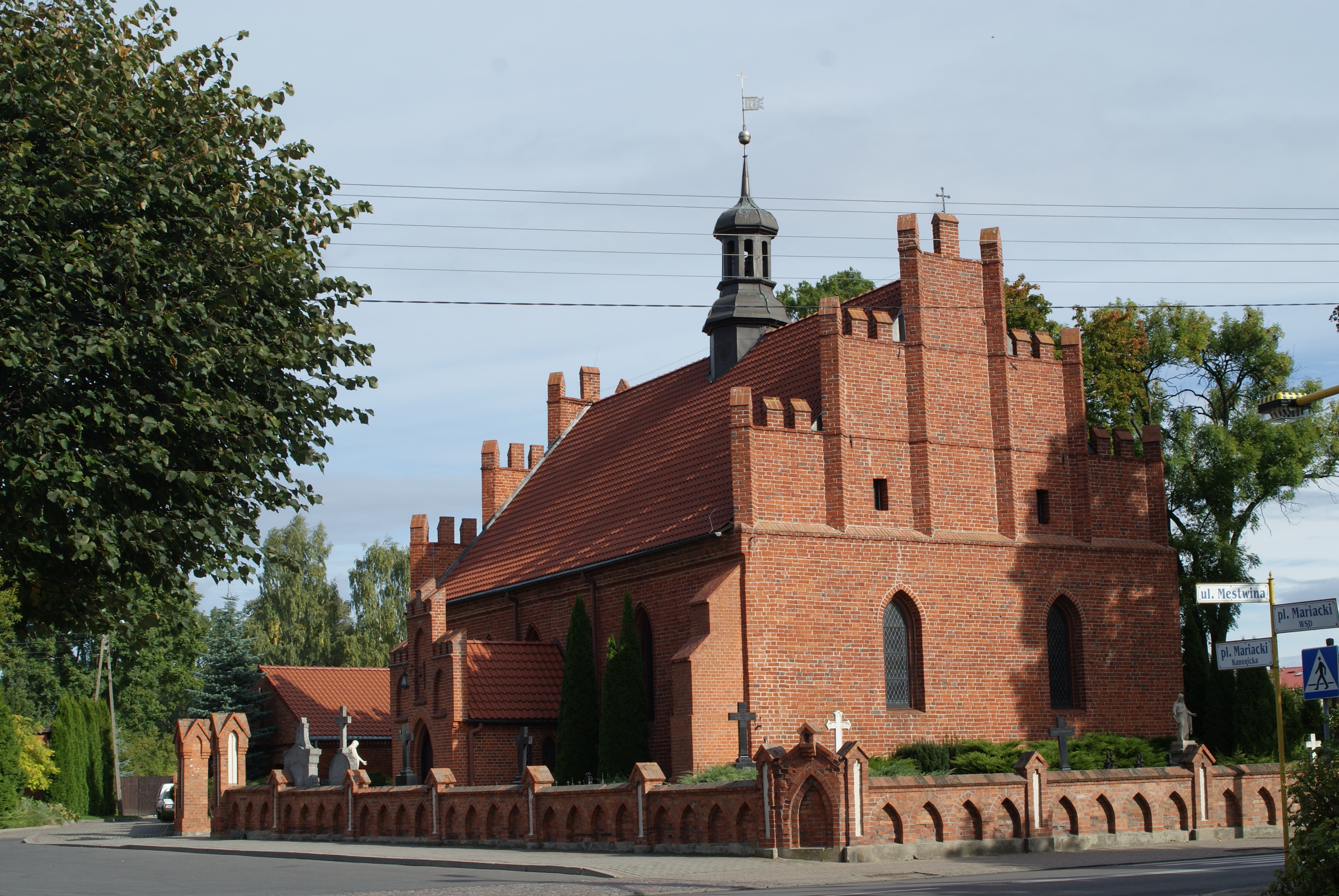
Костел Божого Тіла
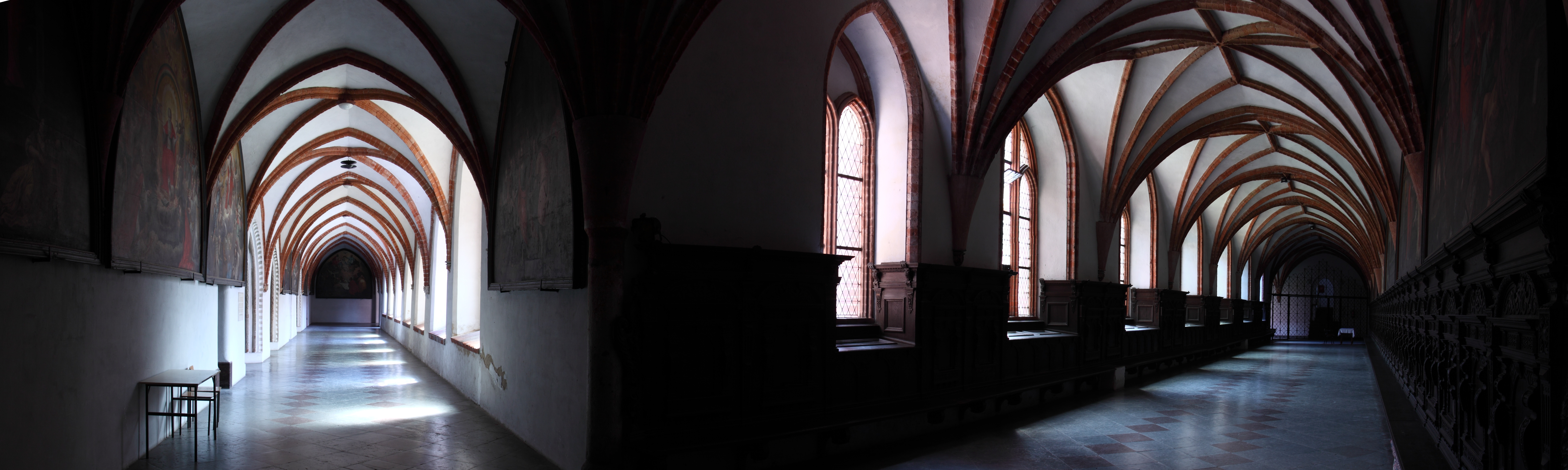
Готичні настінні розписи в клуатрах колишнього цистерціанського монастиря
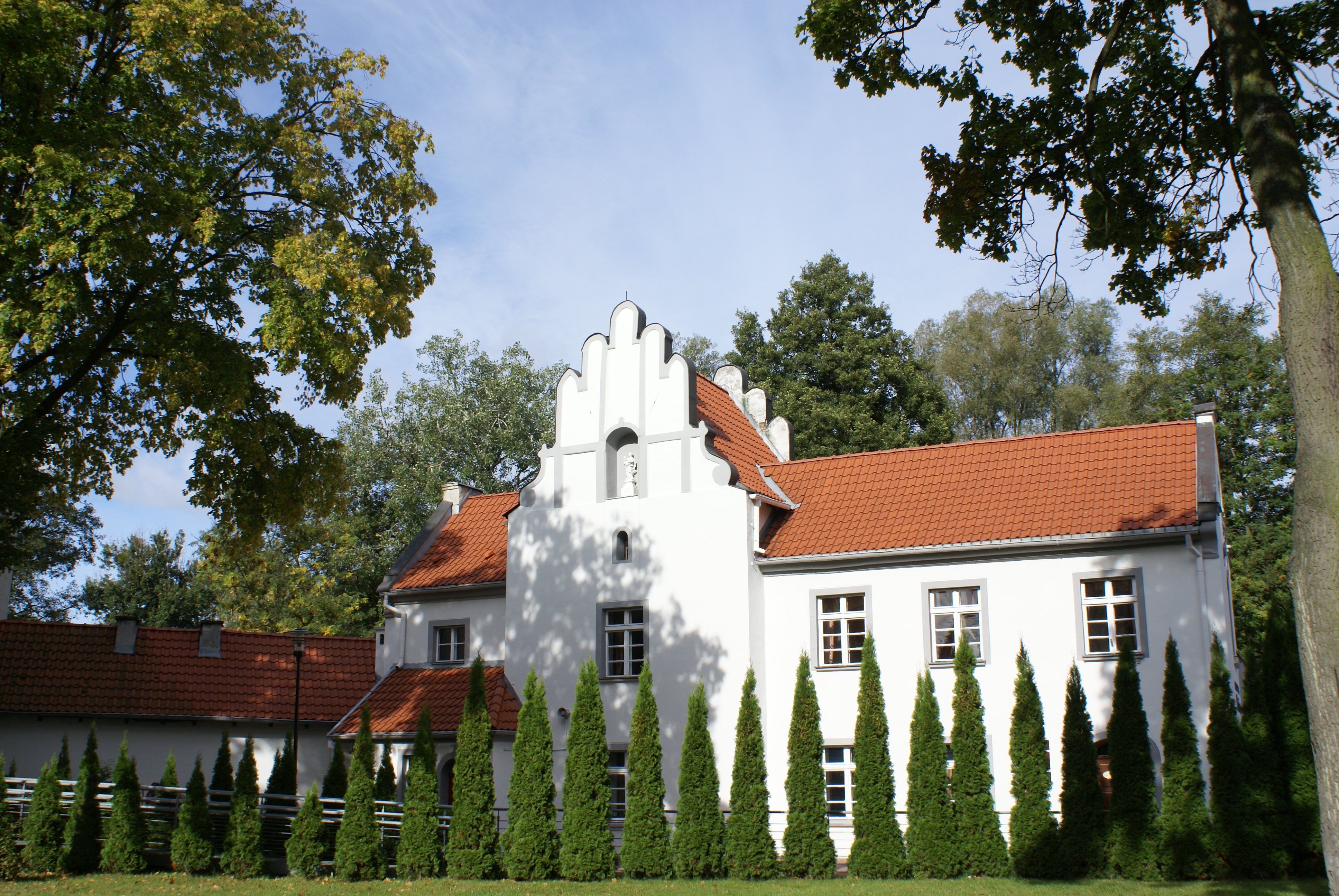
Будівля воріт

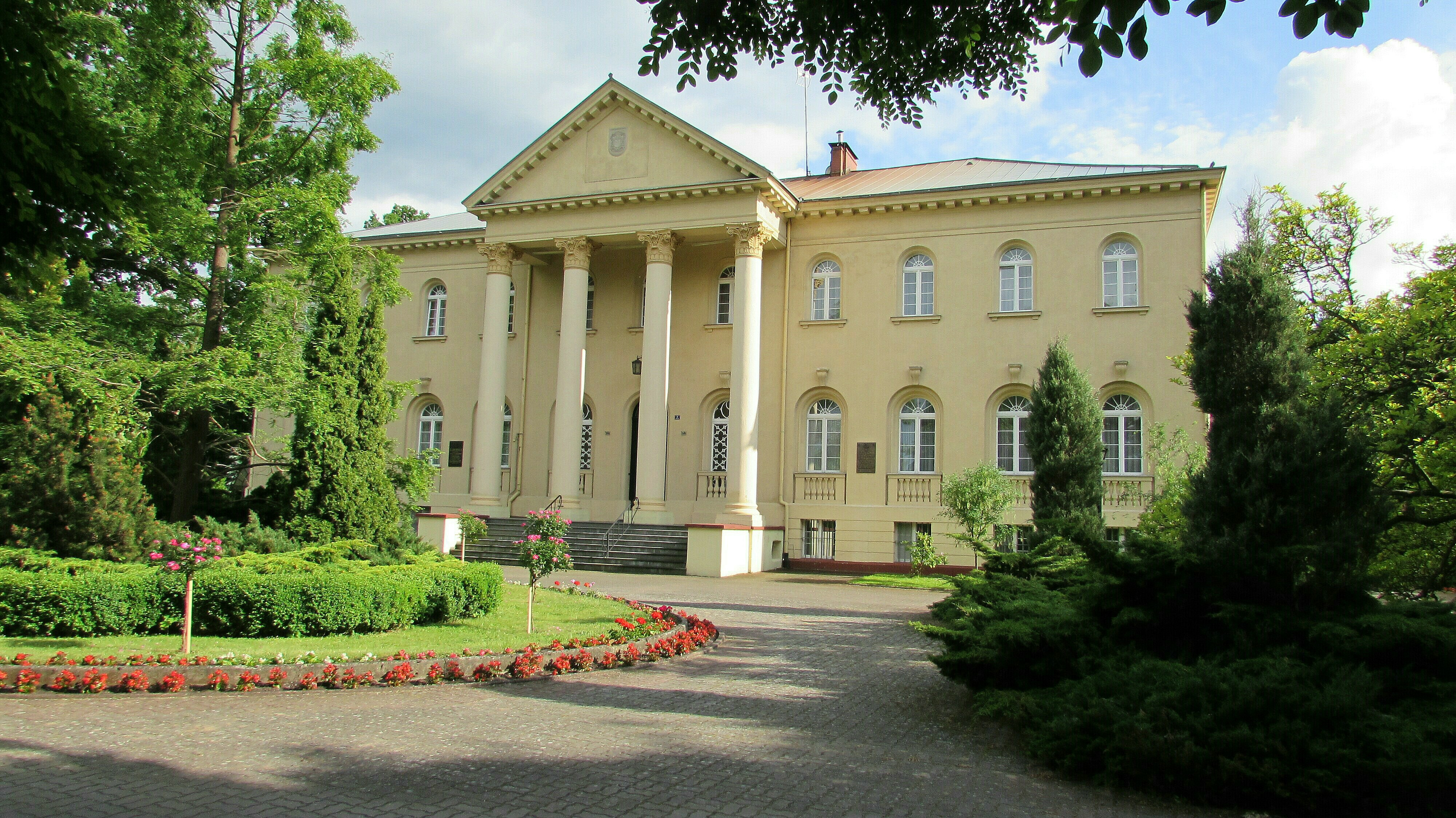
Єпископський палац
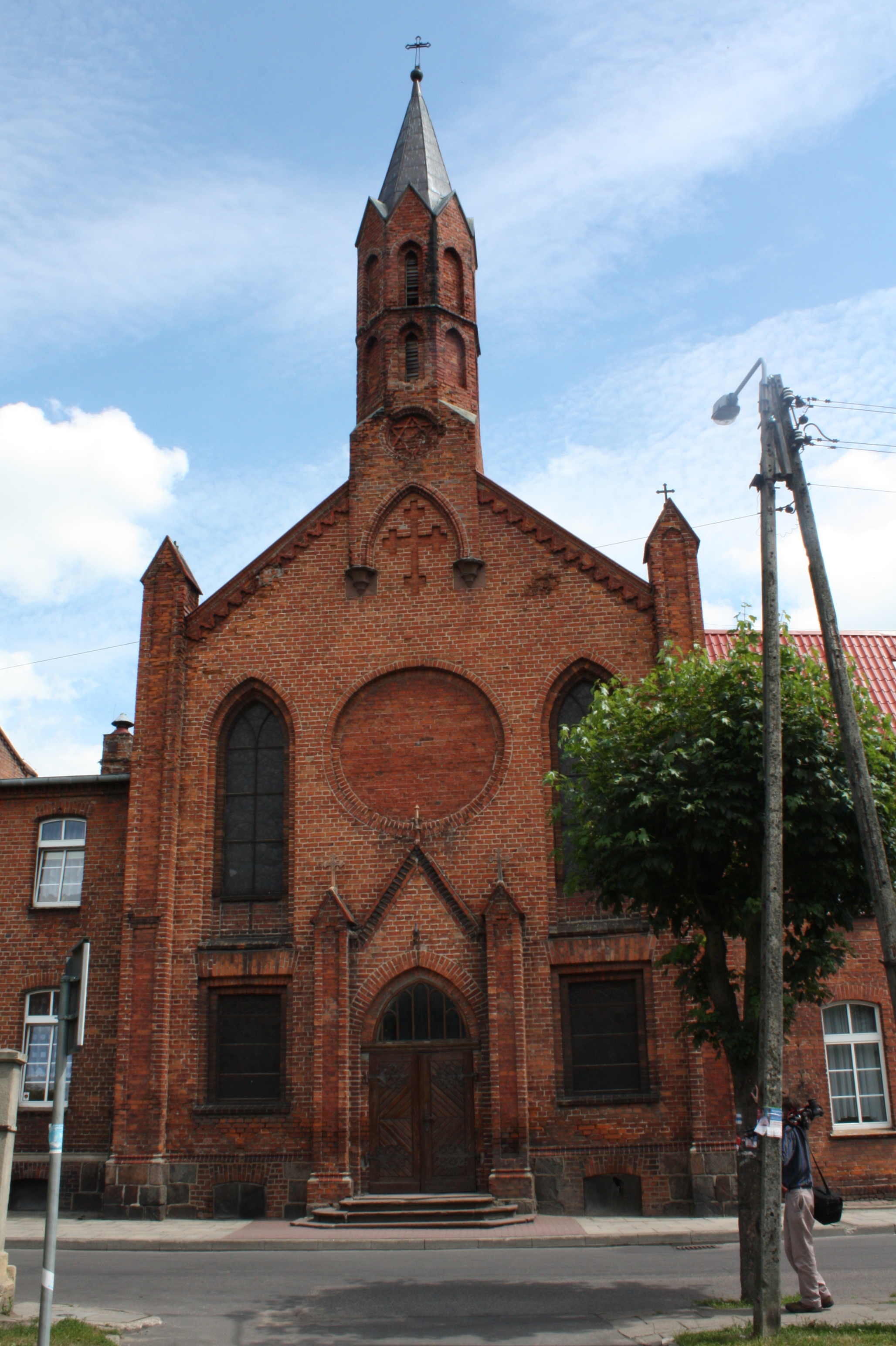
Церква св. Йосип
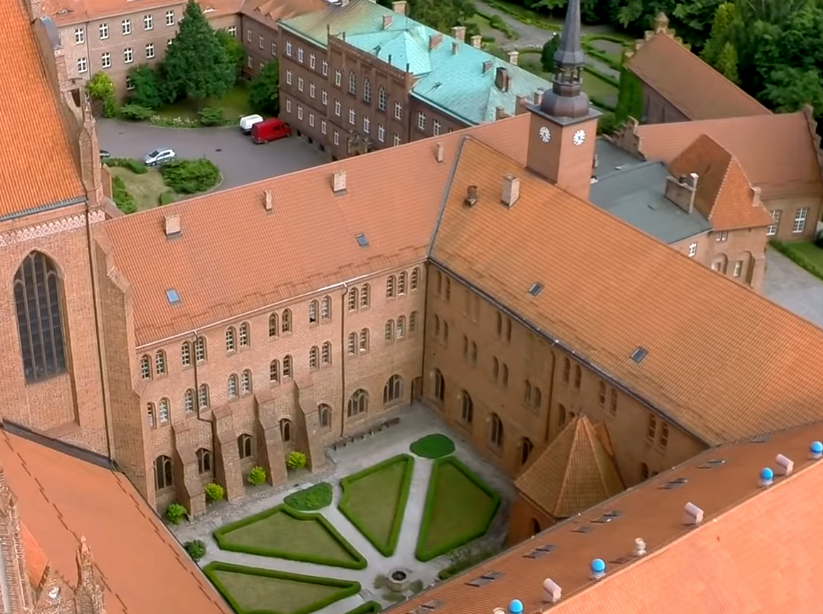
Патіо
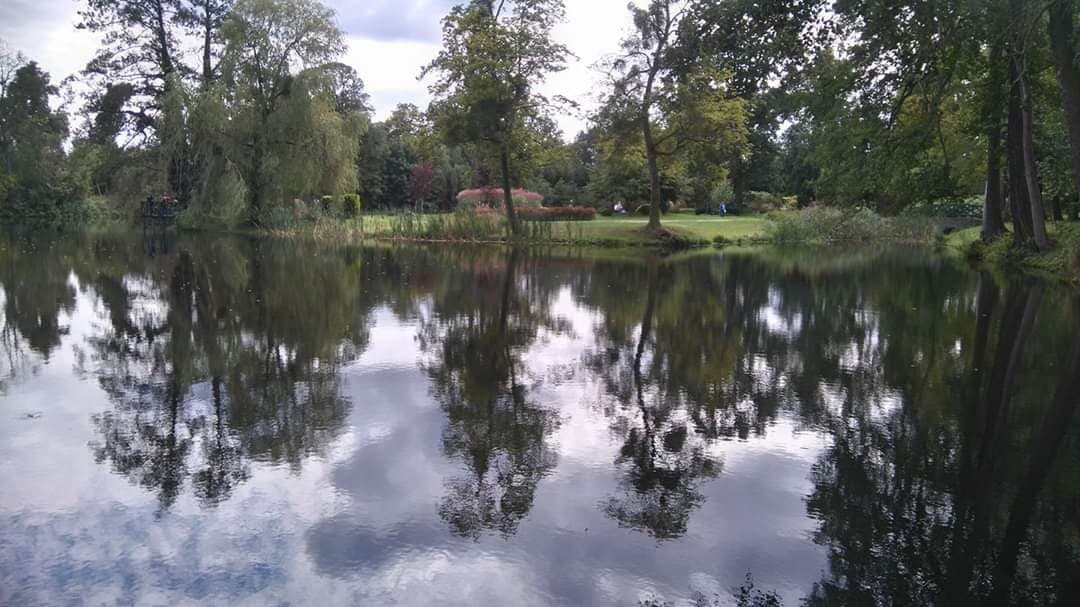
Сади та парк Біскупі
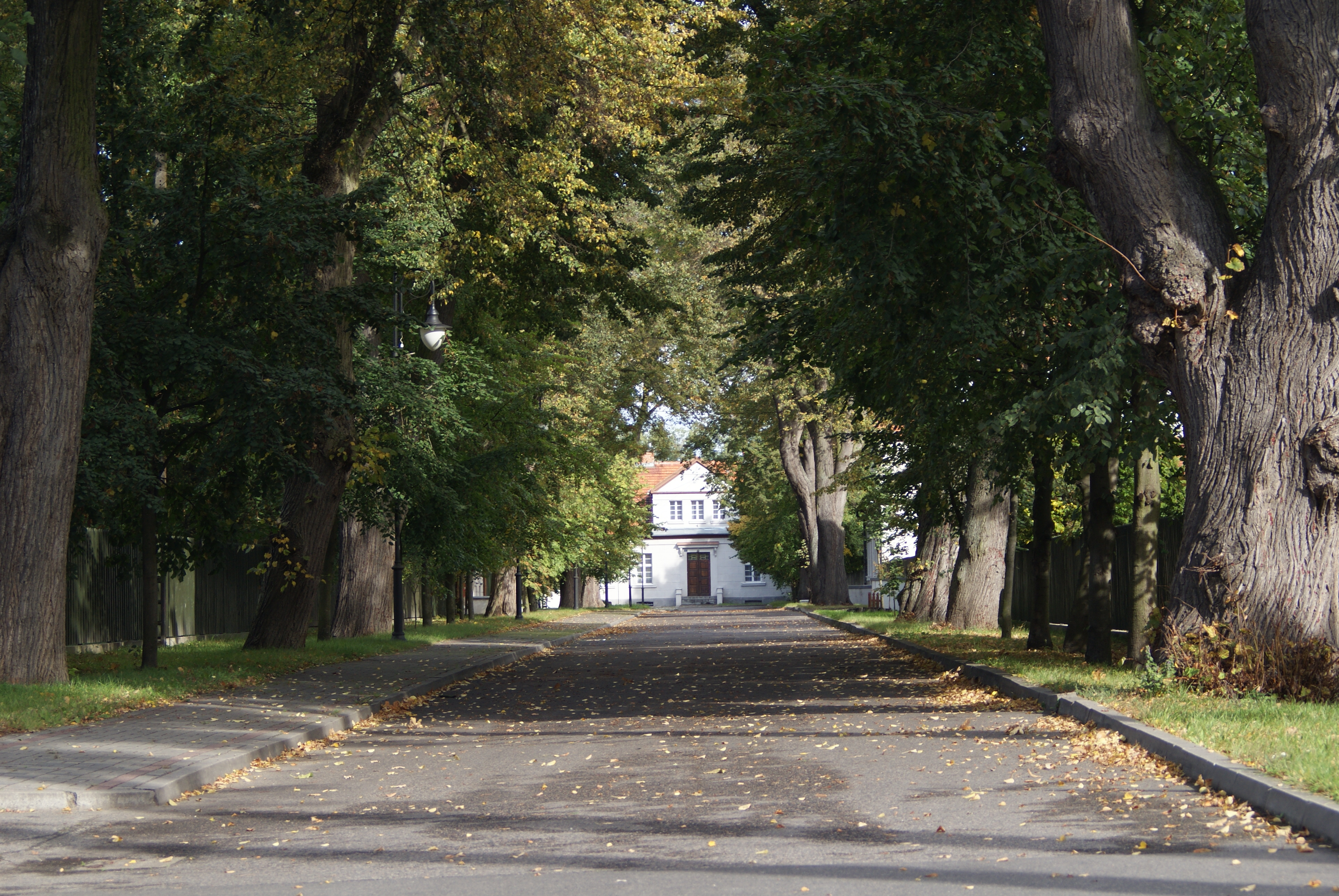
Садиби на вулиці Канонської

### Інші історичні об'єкти

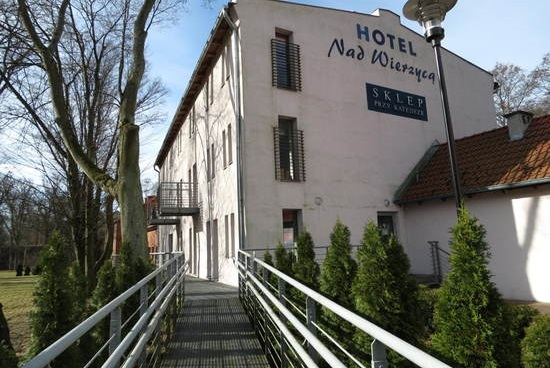
Готель над Вєжицею

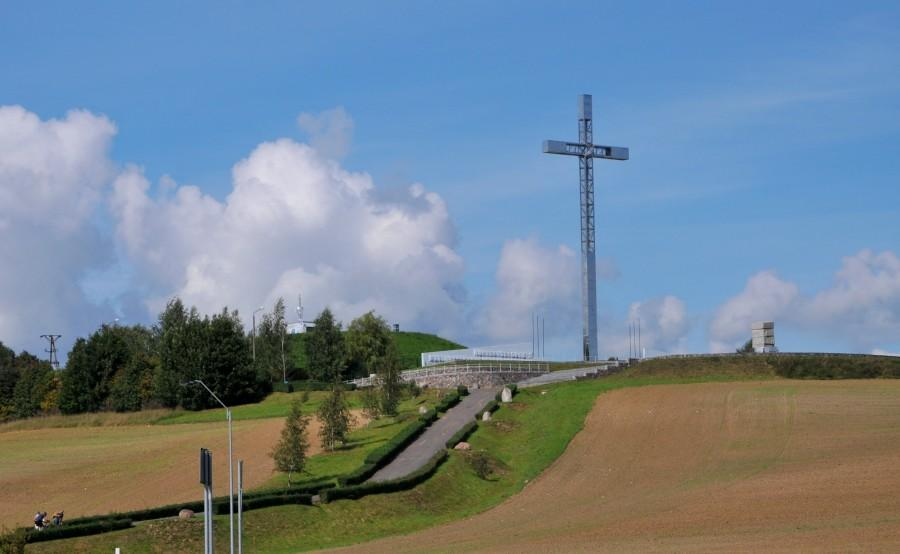
Гора Івана Павла ІІ

- Гора Івана Павла ІІ (колишня Góra Biskupia) – місце, де Іван Павло ІІ у 1999 році відправив Святу Месу. Нині це оглядовий майданчик і місце паломництва для вірян і туристів [29] .
- Цвинтар 1905 р., розташований на схилі річки Вєжиці, де, серед інших, поховані єпископи Хелмно: Костянтин Домінік, Олександр Карчинський, о. Януш Станіслав Пасерб, о. Францішек Савицький [30] .
- Млин і готель на річці Вєжиці .
- Історичний цегляний залізничний міст.
- Млин, маршрут на каноеЗатона на річці Вєжиця .
- Постцистерціанський шлюз.
- Диявольський камінь.
- Зерносховище

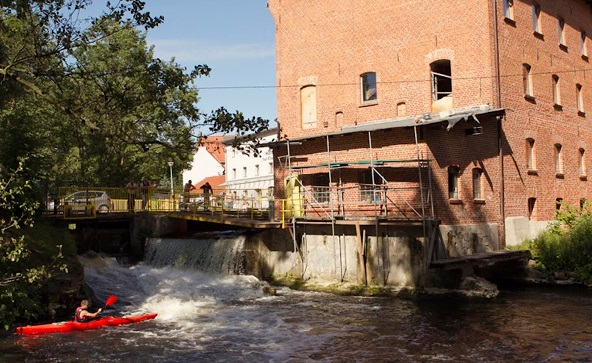
Млин, маршрут на каное

- Руїни євангельського цвинтаря в Ліснику.
- Хреста на Волі - вшанування пам'яті священиків, убитих на цьому місці.

### Туристичні стежки
Pelplin має багатокілометрові велосипедні доріжки та дороги з розвиненою інфраструктурою. Звідси є велосипедна доріжка, яка веде до Старогарда Гданського. На річці Вєжиці є пристань для каное з причалом, навісами, стоянками для велосипедів і лавками, де можуть відпочити каноїсти.
До найважливіших туристичних маршрутів відносяться:
- Маршрут річки Вєжиця (довжина 79,6 км): Pogódki - Starogard Gdański - Pelplin - Gniew [31] .
- Стежка Тчевської землі ім. Романа Кліма (довжина 78,9 км) : Tczew - Pelplin - Rakowiec [32] .
- Маршрут Матернув (довжина 19 км) : Старогард Гданський - Овідз - Колінч - Клонувка - Пельплін

### Проживання
Готель nad Wierzycą розташований в історичній будівлі водяного млина колишнього цистерціанського абатства в Пельпліні. Його інтер'єри мають автентичні елементи цистерціанської дерев'яної архітектури. Готель розрахований на 50 місць.

## Освіта
- Дитячий садок №1 м. Пельплін
- Дитячий садок № 2 м. Пельплін

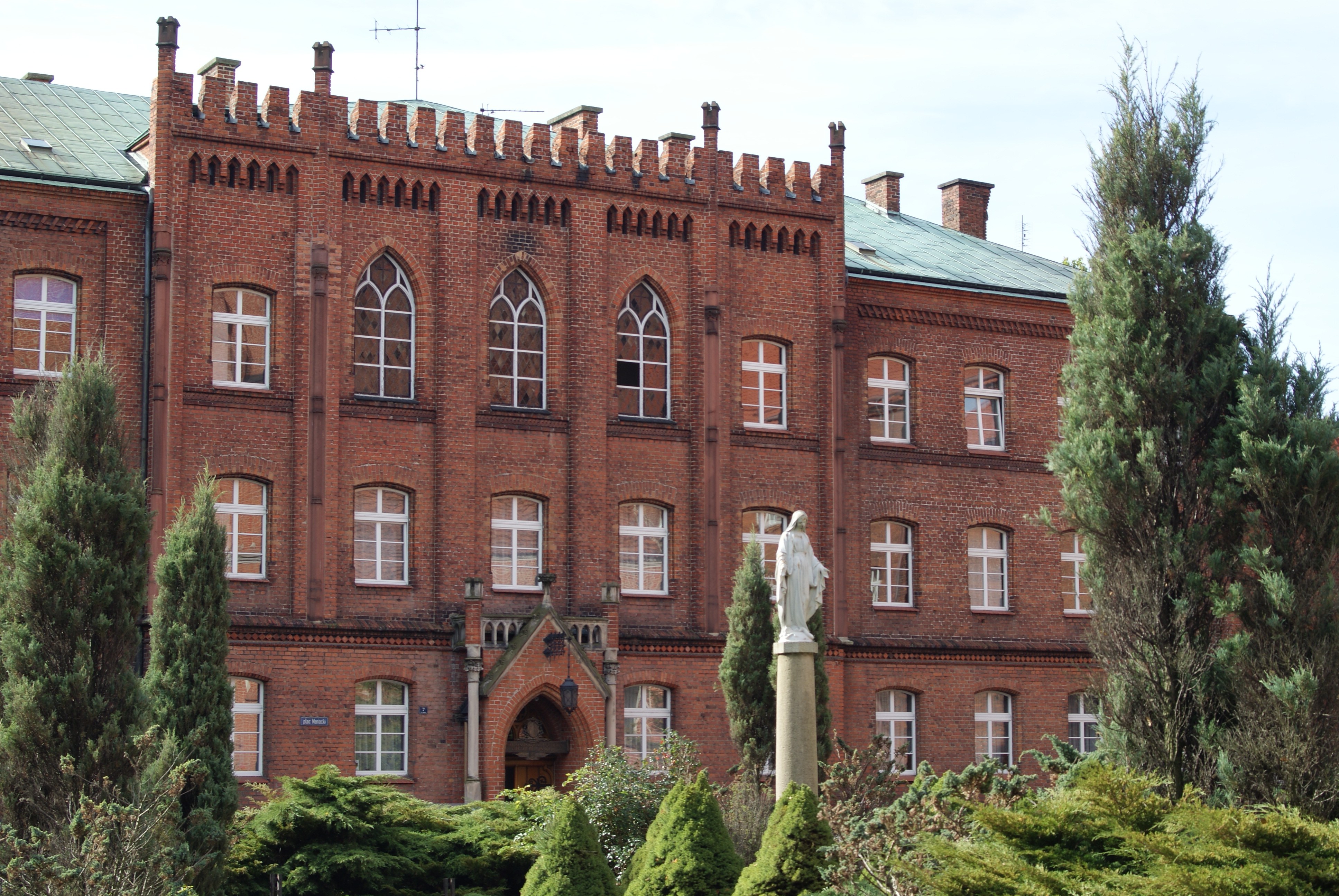
Вища духовна семінарія

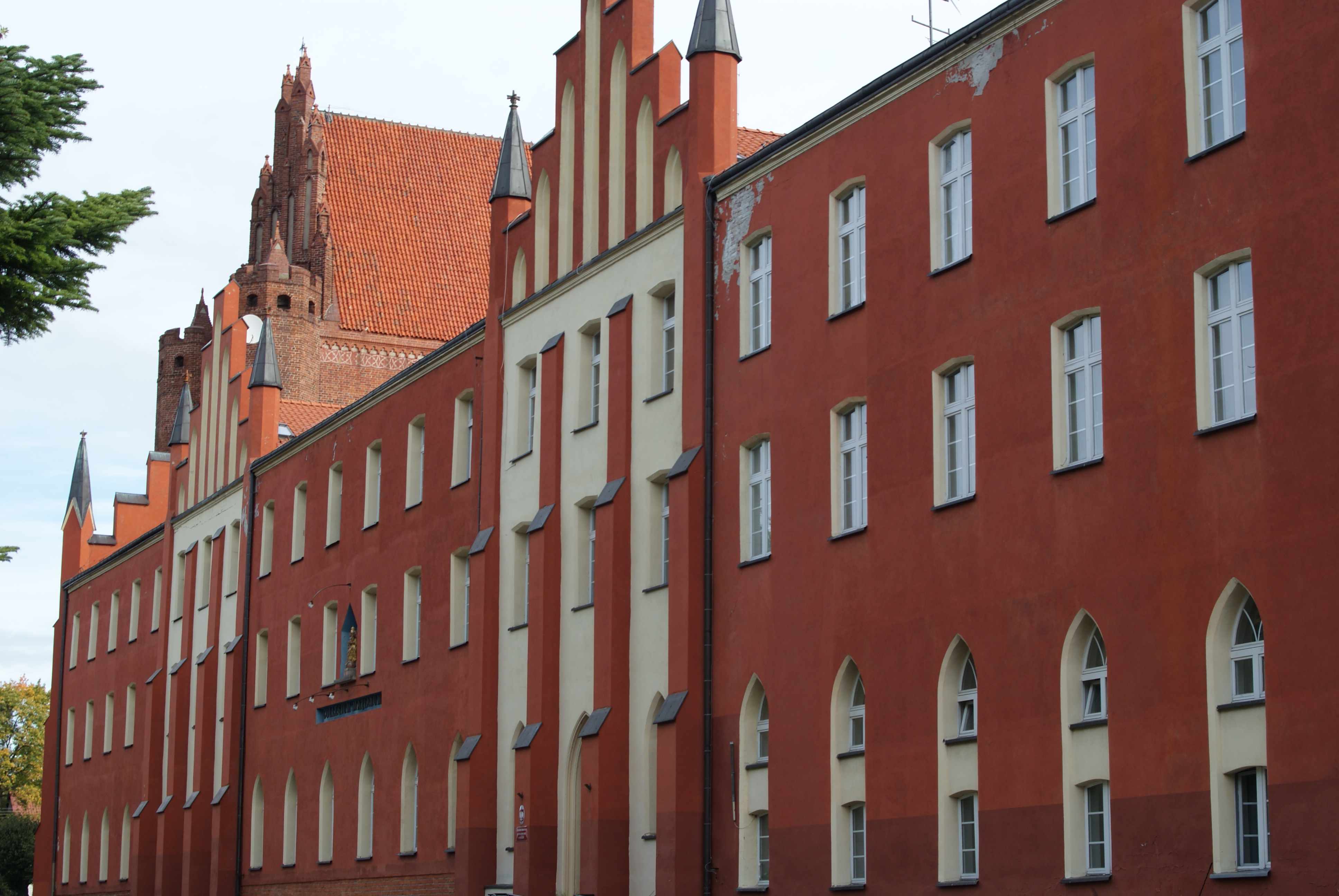
Collegium Marianum, католицька середня школа ім Івана Павла ІІ

- Колектив освіти та освіти No1 ім. Івана Павла ІІ
- ДНЗ No2 ім Владика Костянтин Домінік
- Спеціальна школа та освітній центр у Пельпліні
- Комплекс професійно-технічних училищ у Пельпліні
- Середня школа для них. О. Януш Ст. пасинокСередня школа для них. О. Януш Ст. пасинок
- середня школа для дорослих

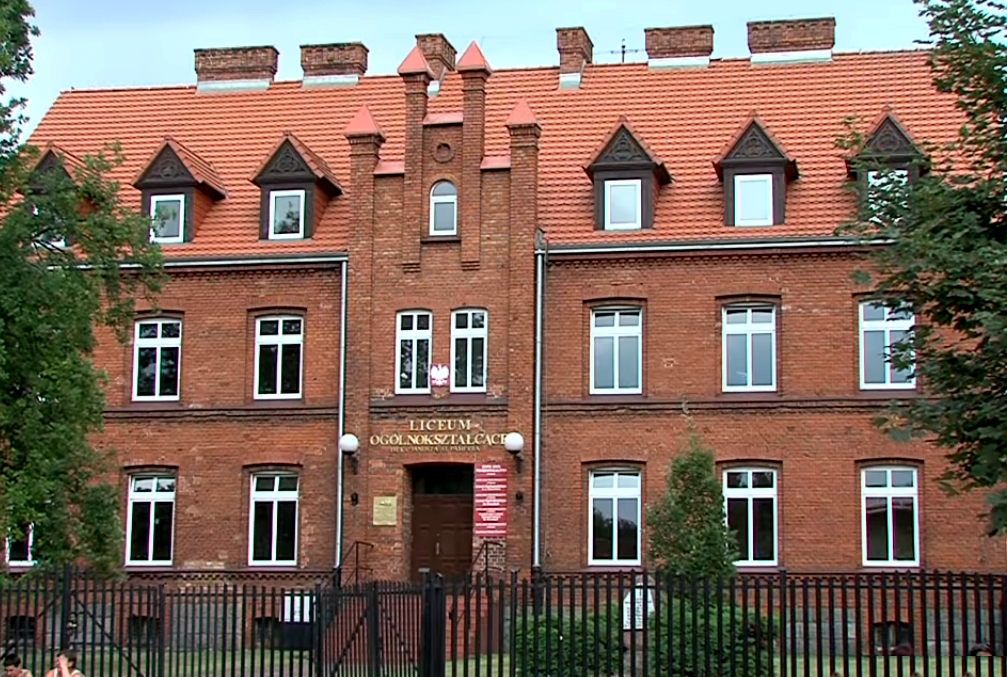
Середня школа для них. О. Януш Ст. пасинок

- Комплекс вищих навчальних закладів "Майбутнє" - приватна школа
- Collegium Marianum, Католицька середня школа ім Івана Павла ІІ
- Вища духовна семінарія Пельплінської єпархії
- Державна початкова музична школа в Тчеві Відділення Janina Garści у Пельпліні
- Недержавна єпархіальна середня музична школа в Пельпліні, Органна школа єпархії Пельпліна

## ЗМІ
- Radio Głos – Католицька радіостанція Пельплінської єпархії
- Informator Pelpliński - інформативна міська газета
- Pielgrzym - двотижнева католицька газета єпархії Пельплін
- TV-Pelplin – міське інтернет-телебачення

## Спорт
KS Wierzyca Pelplin - спортивний клуб, заснований у 1956 році в Пельпліні. У клубі є старша команда та кілька молодіжних груп. До найбільших досягнень клубу можна віднести:
- футбол

Перемога в Кубку Польщі (2004/2005)
Підвищення до IV ліги (2004/2005)
Підвищення до третьої ліги (2006/2007)
Підвищення до третьої ліги (2016/2017) 
- Карате - існує з 1991 року. У 1999–2003 роках належала до Польської федерації традиційного карате Фудокан. У ті роки секція брала участь у багатьох навчальних таборах та стажуваннях, як внутрішніх, так і міжнародних. На той час багато спортивних успіхів гравців клубу. З 1 червня 2003 року секція входила до складу міського спортивного клубу КС «Вєриця» Пельплін. Вона мала ліцензію, видану Польською асоціацією карате, і була членом підкомітету шотокан карате WSI PZK. З 2008 року не афілійована.

KS Centrum Pelplin - Спортивний клуб, заснований у 1998 році в Пельпліні. Найбільші успіхи клубу – вихід до IV ліги та вихід до чверті регіонального Кубка Польщі.
Академія футболу Rąbała Jedynka Pelplin - молодіжна футбольна академія з численними успіхами в юніорських змаганнях.
Decka Pelplin - Баскетбольний клуб, заснований у 2008 році. Клуб має старшу команду та вісім юнацьких груп, які грають під назвою KS Jedynka Pelplin. Клуб співпрацює з SKS Starogard Gdański та має контракт на навчання з клубом Polpharma Starogard Gdański . До найбільших успіхів клубу можна віднести: вихід до 2-ї чоловічої ліги та плей-офф за 1-шу лігу. Дека Пельплін має фан-клуб. У 2019 році до складу команди увійшли: представник Польщі (родом із США) бронзовий призер Чемпіонату світу 3х3 Майкл Хікс.
Block Team Pelplin - клуб боротьби з численними успіхами. У 2019 році в Таллінні учасниця Bloczek Team Pelplin Магдалена Глодек завоювала бронзову медаль юніорського чемпіонату світу, представляючи Польщу.

### Спортивно-оздоровчі заклади
- Міський стадіон у Пельпліні вул. Чарнецького 8
- Сауна, вул. Чарнецького 8
- Бічний спортмайданчик у Пельпліні вул. Спортивний
- Спортивна зала ZKiW №1 м. Пельплін (трибуна 500 місць), вул. Самбора 5А
- Спортивний майданчик на ZKiW №1, вул. Самбора 5А
- Комплекс полів на ЗС №2 типу "Орлик" зі штучним покриттям, Костюшка 12А.
- Спортивний зал ЗС №2 м. Пельплін, вул. Костюшко 12А
- Спортивний зал, вул. Старогардська 4
- Спортивний зал ЗОШ м. Пельплін, вул. Самбор
- Скейт Парк, вул. Білявська
- Сімейний парк розваг Nivea Park, вул. Коперник 1
- Відкритий тренажерний зал Nivea Park, Osiedle Pólko, вул. Старогард

## Культура

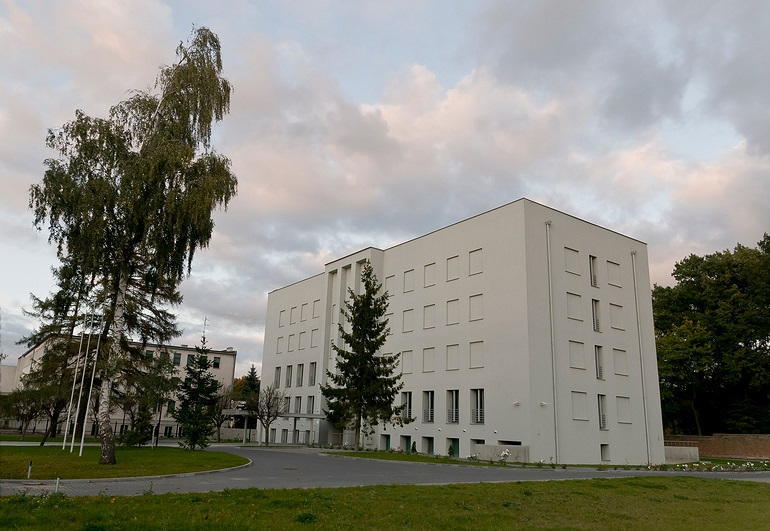
Єпархіальна бібліотека в Пельпліні Ян Бернард Шлага

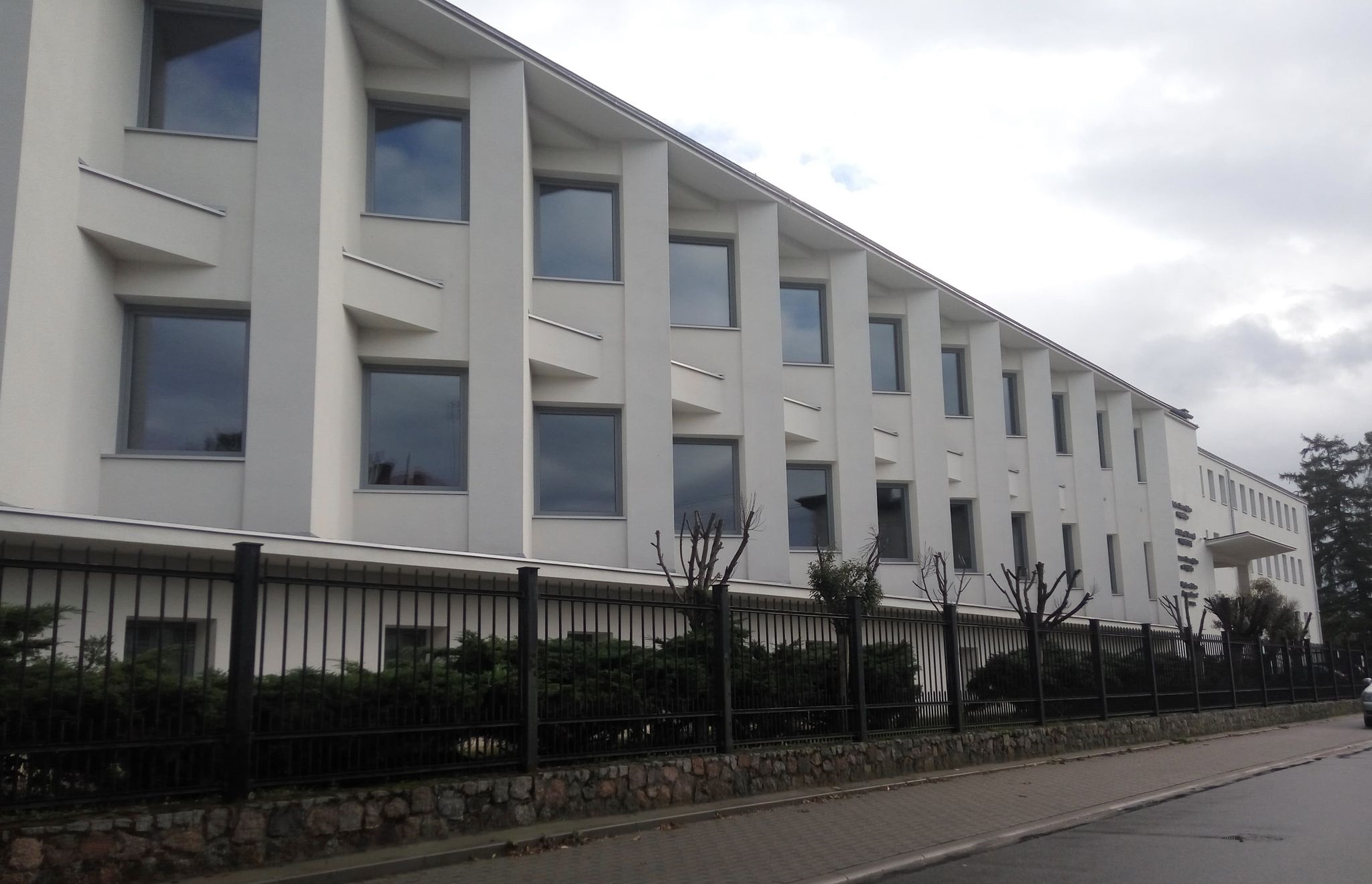
Єпархіальний музей у Пельпліні

У Пельпліні проводяться національні заходи. Пельплін називають «Культурною столицею Кочеве».
- Фестиваль поморської поезії ім О. Януш Ст. пасинок
- Міжнародний фестиваль органної музики в кафедральній базиліці в Пельпліні
- Цистерціанський ярмарок
- Різдвяний концерт, організований Polpharma в кафедральній базиліці в Пельпліні, трансляція програми Telewizja Polska TVP2 .
- Пельплінові дні
- День Святого Бернара
- Історична постановка: вступ Війська Польського та прибуття генерала Юзефа Галлера до Пельпліна.
- Історична інсценізація: візит Юзефа Пілсудського до Пельпліна на День Незалежності
- Процесія трьох королів
- Музичні концерти
- Театральні вистави
- Ніч музеїв

Заклади:
- Міський культурний центр у Пельпліні
- Муніципальна публічна бібліотека в Пельпліні Б.Сихти
- Єпархіальна бібліотека в Пельпліні Ян Бернард Шлага (з великими конференц-залами)
- Єпархіальний музей у Пельпліні

Ансамблі та оркестри:
- Духовий оркестр Pelplin
- Фольклорний гурт "Модраки"
- Фольклорний гурт "Гзуби з Пельплин два"
- Команда євангелізації "All Voice".
- Vocatus Domini Schola
- Парафіяльний колектив "Quo Vadis".

Pelplin також є хоровим центром з кількома колективами. У Пельпліні діяв кінотеатр «Вєжица», будівлю якого передав Міський культурний центр.

## Транспорт

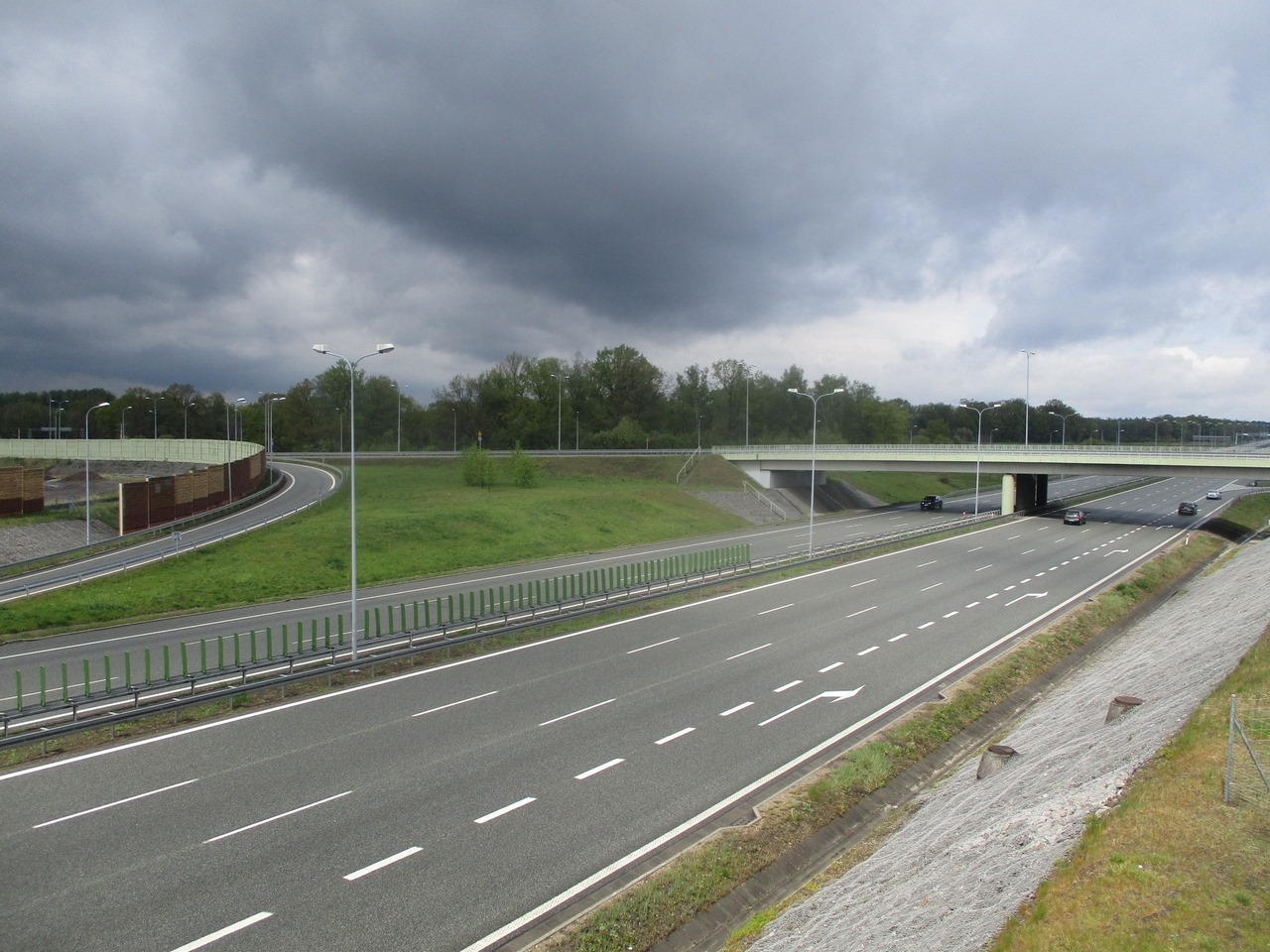
Автомагістраль А1 у Пельпліні

### Дороги
Пельплін є місцевим транспортним вузлом. Розташоване між автострадою А1 (розв'язка Pelplin) і національною дорогою № 91 . Вздовж об’їзної дороги проходять провінційні дороги № 229 і дорога № 230.
- Автомагістраль A1 (розв’язка Pelplin) – розташована в західній частині міста, приблизно 3,5 км від центру. На розв'язці Pelplin є автомагістраль.
- Національна дорога № 91 – розташована у східній частині міста, приблизно за 4 км від центру міста.

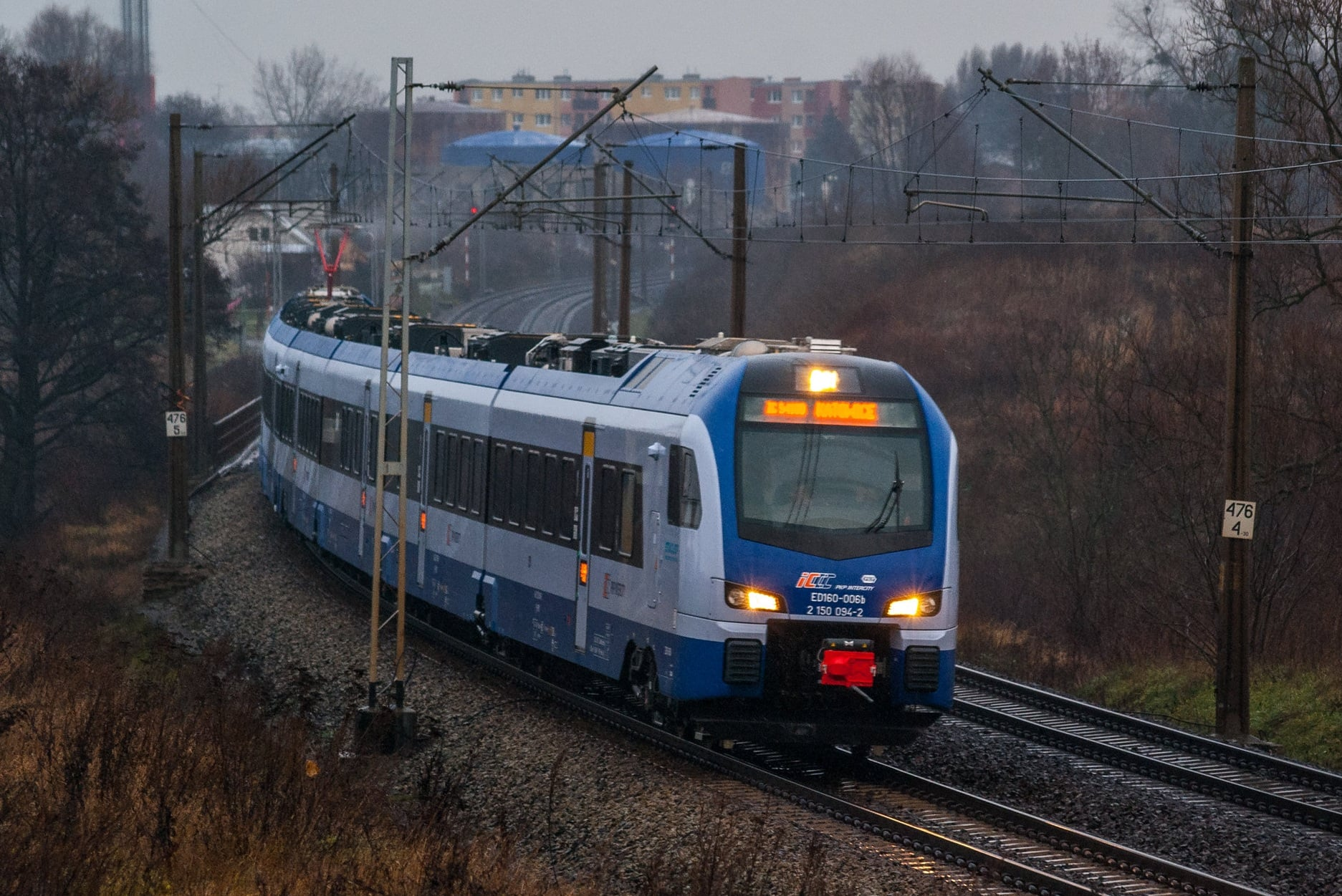
Залізнична лінія № 131 у Пельпліні

- Воєводська дорога No229
- Воєводська дорога № 230

### Залізниця
Важлива залізнична магістраль Хожув-Баторій – Тчев пролягає через Пельплін і далі до Триміста . Щодня станція Pelplin обслуговує сотні пасажирів. Є навантажувальна площадка, під'їзні колії, товарний склад і бічні колії. На залізничному вокзалі Пельплін є каса та зал очікування. У 2015 році його відремонтували, в ньому є амбулаторія та аптека. Модернізовано платформи, колії та тягу. Поруч з будинком знаходиться автостанція та стоянка таксі.Колись у Пельпліні була промислова вузькоколійна залізниця, яка вела від станції Цукровий завод через Малий Гарць до Валіхновської низовини. У 1978 році маршрут було остаточно ліквідовано, а локомотиви передано до Залізничного музею у Варшаві .

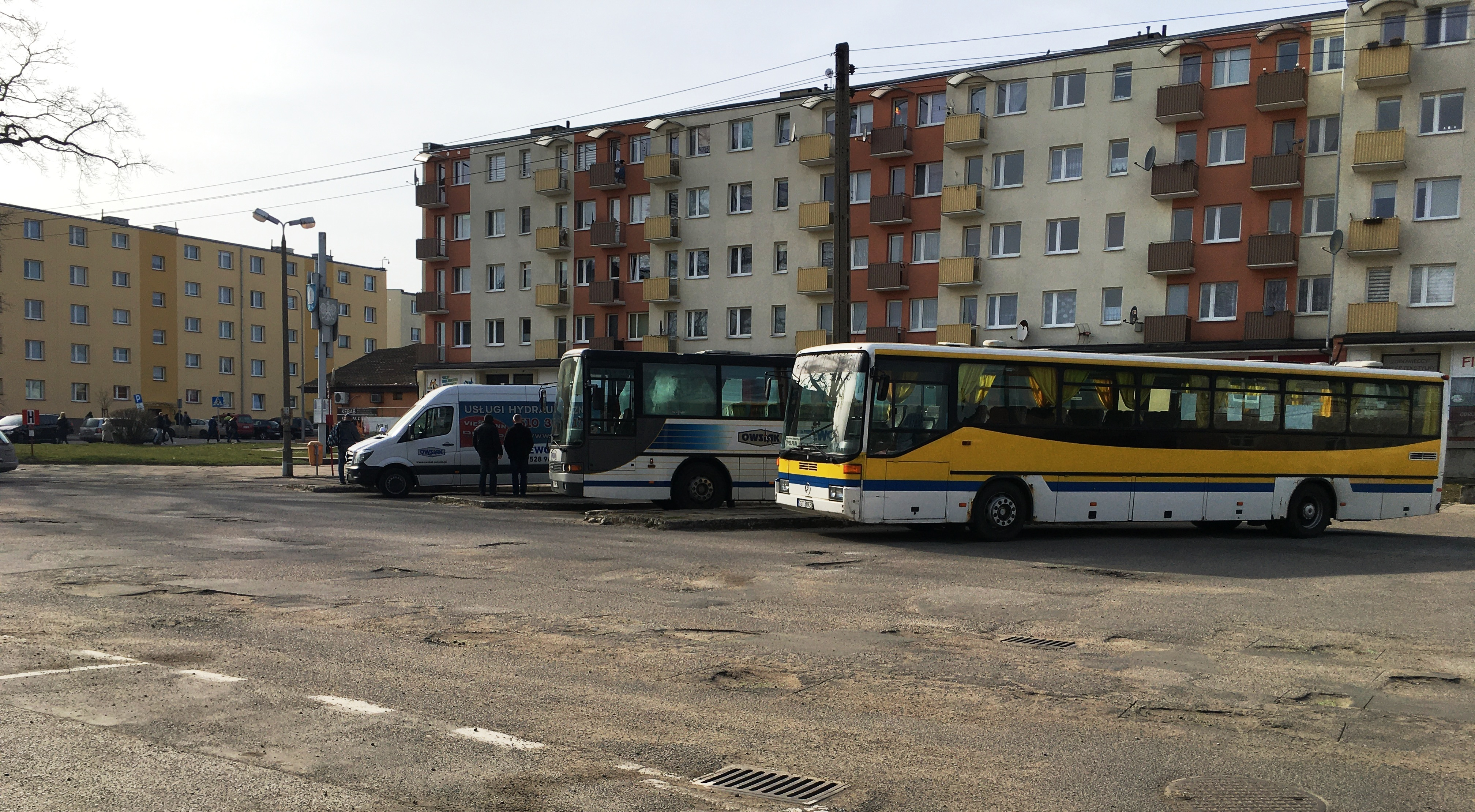
Автовокзал, вул. Dworcowa

### Громадський транспорт
У Пельпліні ходить громадський транспорт по лінії Пельплін – Мале Валіхнови. Лінія громадського транспорту працює з понеділка по п'ятницю. Міський перевізник – Arriva Bus Transport Polska Sp. z o. o.  Крім того, в місті працюють перевізники PHU «Овсяк» та «Латоча». Є лінія на маршрутах Пельплін - Старогард Гданський - Пельплін і Пельплін - Тчев - Пельплін. У місті є автостанція з трьома платформами.

### Аеропорти
Найближчі міжнародні аеропорти від Pelplin: Port Lotniczy Gdańsk im. Леха Валенси (приблизно 60 км) та аеропорт Бидгощ SA (приблизно 120 км). Під час папського візиту в 1999 році в околицях гори Іоанна Павла ІІ було збудовано кілька вертолітних майданчиків, у тому числі один головний, який існує досі.

## Житлові масиви
Житлові масиви Пельпліна:
- Житловий масив Дворцова
- Житловий масив Вибіцький
- Житловий масив Молодіжний
- Житловий масив Лімановського
- Житловий масив Коперник
- Житловий масив Полко
- Житловий масив Свєркова
- Житловий масив Мрія

## Релігійні громади
Пельплін є домом для єпархії Пельплін, яка налічує 760 000 вірних і складається з 290 парафій. Територія єпархії 12 890 км². Діоцезія Пельпліна історично відноситься до єпархії Хелмно, яка була заснована 29 липня 1243 року.

## Почесні громадяни міста та ґміни Пельплін
- Казімєж Пєховський - солдат Війська Польського, в'язень і втікач німецького нацистського табору Аушвіц-Біркенау, солдат Армії Крайової . Він народився за 4 км від Пельпліна, в містечку Райкові . Почесний громадянин ґміни Пельплін. Казімєжу Пєховському був присвячений польський документальний фільм режисера Марека Павловського під назвою «Бігун» (2006).
- Ян Бернард Шлага - римо-католицький священик, професор богословських наук, єпископ-помічник Хелмно у 1988-1992 рр., дієцезіальний єпископ Пельпліна в 1992-2012 рр.
- Іван Павло ІІ — польський римо-католицький священик, єпископ-помічник Кракова (1958-1964), потім митрополит Краківський (1964-1978), кардинал (1967-1978), заступник голови Конференції єпископів Польщі (1969-1978), 264-й Папа і 6. Суверен Держави Ватикан у 1978–2005. Святий Католицької Церкви .
- Станіслав Дзівіш — польський римо-католицький священик, доктор теології, секретар і капелан Архиєпископа-митрополита Краківського Кароля Войтили у 1966-1978 роках, особистого секретаря Папи Римського Івана Павла ІІ у 1978-2005 роках, Архиєпископ-митрополит Краківський у 2005-2016 рр., з 2006 р. священик-кардинал, з 2016 р. старший архієпископ Краківської архиєпархії . Кавалер ордена Білого Орла.

## Пов'язано з Пельплін

### Будівлі, вулиці та місця, названі на честь Пельпліна
Найвідомішою будівлею є Будинок абатів Пельпліна - багатоквартирний будинок, розташований у Старому місті Гданська . Це одна з небагатьох збережених пам'яток у Гданську. З 1686 року належав цистерціанському абатству в Пельпліні. Сьогодні тут розташований Інститут історії мистецтв Гданського університету.
Вулиця Пельпінська є у 15 містах, у великих містах це:
- вул. Пельплінська у Варшаві
- вул. Пельплінська в Гданську
- вул. Пельплінська в Гдині
- вул. Пельплінська в Бидгощі
- вул. Пельплінська в Старогарді Гданському

У селі Малий Гарць (гм. Subkowy) є пересихає стариця Вісли, широко відома як озеро Пельплін.

## Адміністрація

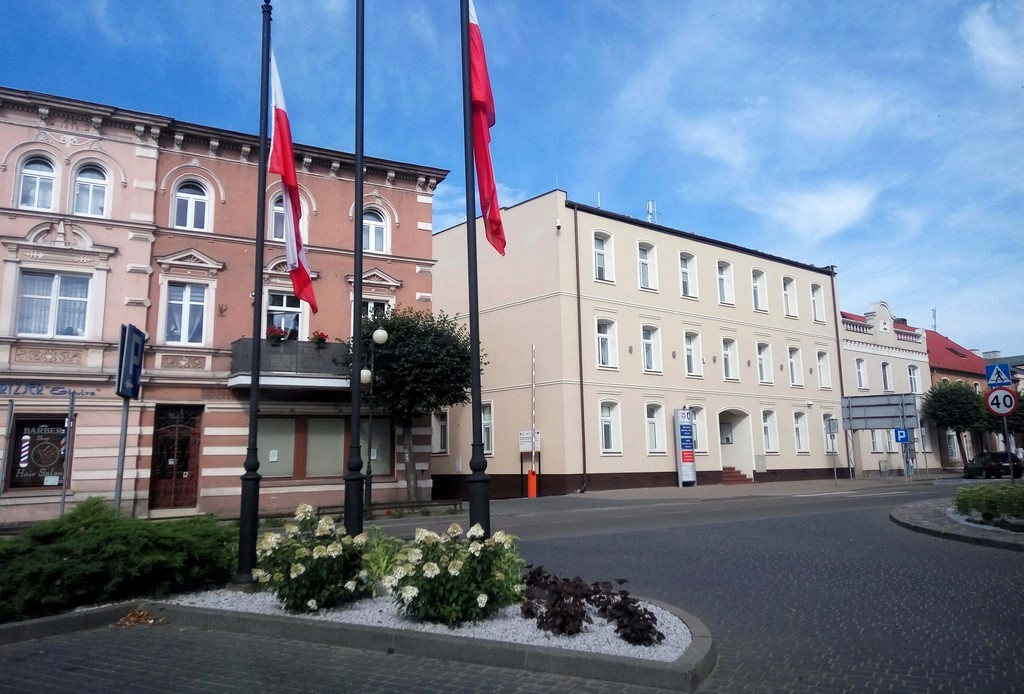
Управління міста та ґміни Пельплін

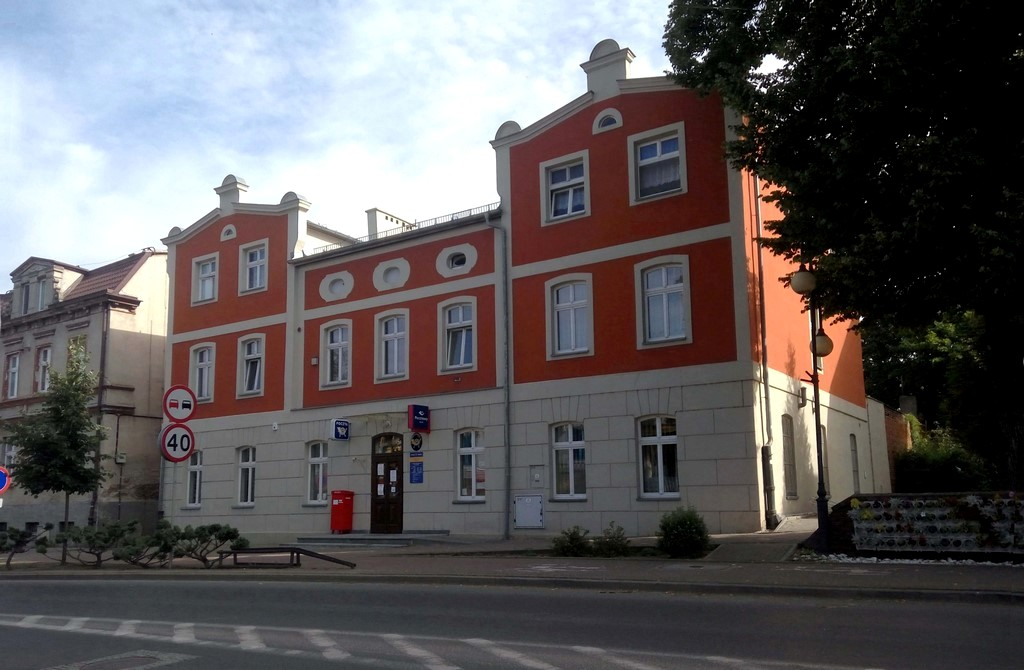
Будівля пошти, вул. Міцкевича

Пельплін має статус місько-сільської ґміни . Мешканці обирають 15 радників Пельплінської міської ради (включно з головою та його заступником).
За результатами виборів до місцевої влади, які відбулися 4 листопада 2018 року, Мірослав Хила був обраний мером міста та ґміни Пельплін 8-го терміну на 2018-2023 роки  .
19 листопада 2018 року під час першої сесії Пельплінської міської ради 8-го скликання Якуб Зелінський став головою Пельплінської міської ради .

### Зона метрополітену
Пельплін є членом метрополії Гданськ-Сопот-Гдиня . Повсякденна робота OMG-GS здійснюється через засідання тематичних комітетів, які займаються обговоренням і реалізацією конкретних проектів, таких як спільні закупівлі товарів і послуг або підготовка планів розвитку та інвестицій, що охоплюють територію кількох органи місцевого самоврядування, в тому числі Pelplin.
Ключовим елементом співпраці також є обмін досвідом та хорошими практиками у сфері проектів, які здійснюють органи місцевого самоврядування, правила укладання державних контрактів, а також фінансова дисципліна.

### Міста та ґміни-партнери
| Місто    | Країна | Дата підписання договору |
| -------- | ------ | ------------------------ |
| Гнев     | Польща | 23 травня 2006 року      |
| Скаршеви | Польща | 7 лютого 2019 р          |
| Стенжиця | Польща | 21 квітня 2011 року      |
| Жуково   | Польща | 21 квітня 2011 року      |
| Субкови  | Польща | 21 листопада 2005 року   |
| Заклічин | Польща | 6 квітня 2016 року       |

### Міжнародне співробітництво
| Місто        | Країна    | Дата підписання договору |
| ------------ | --------- | ------------------------ |
| Коллеторто   | Італія    | 28 жовтня 2013 року      |
| Графлінг     | Німеччина | 17 листопада 2000 року   |
| Тайснах      | Німеччина | 24 березня 1995 року     |
| Ньюкасл Вест | Ірландія  | 5 червня 2007 року       |
| Молодіжне    | Україна   | 18 листопада 2008 року   |